# König Lear

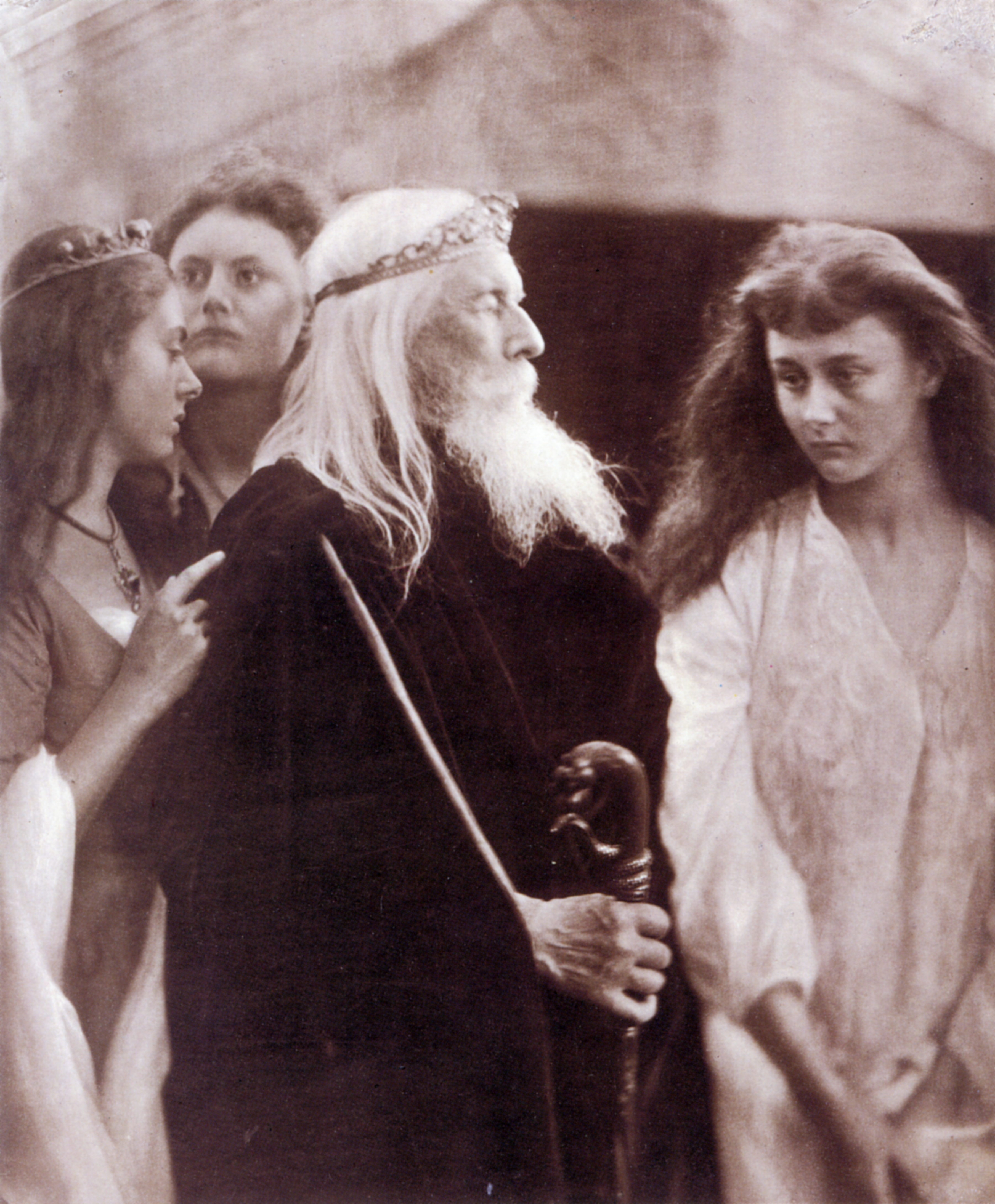
König Lear und seine Töchter (dargestellt von Charles Hay Cameron sowie Lorina, Edith und Alice Liddell). Fotografie von Julia Margaret Cameron, 1872.

König Lear (frühneuenglisch The Tragedie of King Lear) ist ein Schauspiel von William Shakespeare. Das Werk handelt vom Schicksal Lears und seiner Töchter, die in den gewaltsamen Wirren einer Reichsteilung zu Tode kommen. Shakespeares Quellen waren die Historia Regum Britanniae des Geoffrey von Monmouth aus dem Jahr 1136 und Holinsheds Chronicles of England von 1587. Das Schauspiel entstand vermutlich um das Jahr 1606. Die früheste belegte Aufführung datiert vom 26. Dezember 1606 am englischen Hof. Die erste Druckausgabe ist die Quarto von 1608. In der First Folio von 1623 erschien eine revidierte Version. Die erste deutsche Übersetzung ist Wielands 1762 erschienene Prosaversion; die deutsche Erstaufführung fand 1778 in Hamburg unter der Regie von Friedrich Ludwig Schröder statt. Die bekannteste moderne Adaption des Werkes ist Akira Kurosawas Verfilmung unter dem Titel Ran. 

## Übersicht

### Handlungsstränge
König Lear ist ein sogenanntes Doppeldrama mit einer jeweils in struktureller Hinsicht parallel verlaufenden Konfliktentwicklung; es erzählt das Schicksal zweier Helden: das von König Lear und seinen drei Töchtern und das seines Ratgebers Graf Gloucester und seiner beiden Söhne. Zu Beginn des Stückes verbannt Lear seine Tochter Cordelia und seinen Gefolgsmann Kent. Edmund, der uneheliche Sohn von Gloucester, intrigiert gegen seinen Bruder Edgar, sodass dieser fliehen muss. Cordelia, Kent und Edgar bilden somit die Kerngruppe der rechtschaffenen Charaktere, jener Personen, die, wiewohl verfemt, loyal gegenüber den Vätern Lear und Gloucester sind. Die älteren Töchter Goneril und Regan planen, ihren unberechenbaren Vater zu entmachten. Gleichzeitig wiegelt der einzig auf seinen eigenen Vorteil bedachte Edmund mit kalter Berechnung seine Familie auf, um sich das gesamte Erbe seines Vaters anzueignen. Regan, Goneril und Edmund bilden somit die Kerngruppe der ehrlosen Charaktere, die gegen ihre Väter rebellieren und die Macht an sich reißen wollen. Regan kann sich dabei der Unterstützung ihres machtbesessenen, brutalen Ehemannes Cornwall sicher sein. Gonerils Gatte, der Herzog von Albany, lässt sich hingegen nicht in die Rebellion hineinziehen; er wechselt schließlich in das Lager der rechtschaffenen und ehrenhaften Charaktere. Der Katalysator der beiden Haupterzählungen ist die Nebenhandlung von der Invasion Britanniens durch die Franzosen. Mit der Landung des französischen Heeres in Dover erhält das Drama einen Impuls, der die Ereignisse auf extreme Weise vorantreibt und beschleunigt.

### Hauptfiguren
Die Bühnengesellschaft des Dramas besteht aus zwei Gruppen, der Familie von König Lear und der Familie seines Ratgebers Graf von Gloucester. Lear ist alt und dankt ab. Er teilt das Reich unter seinen Töchtern auf. Weil die jüngste, Cordelia, bei einer Liebesprobe versagt, enterbt er sie und verheiratet sie ohne Mitgift an den französischen König. Die bevorzugten älteren Töchter Goneril und Regan und ihre Gatten Herzog Albany und Herzog Cornwall erhalten jeweils eine Hälfte des Königreiches. Zur Gruppe der Charaktere um König Lear gehören noch Oswald, der gehorsame und rücksichtslose Haushofmeister Gonerils, und der Graf von Kent, Lears treuer Gefolgsmann, den der König verbannt, weil er Cordelia verteidigt. Der Graf von Gloucester ist der Vater von Edgar und Edmund. Letzterer ist ein illegitimer Sohn. Edmund intrigiert gegen Edgar, sodass dieser fliehen muss und sich zum Schutz vor Verfolgung als wahnsinniger Bettler Tom of Bedlam verstellt. Nach seiner Abdankung ist Lear zunächst in Begleitung seiner Ritter. Nachdem ihm seine Töchter die Bewirtung seines Gefolges verwehrt haben, halten nur noch sein Narr und der als Diener Caius verkleidete Graf von Kent zu ihm.

### Erzählte Zeit und Orte der Handlung
Das Werk spielt im antiken Britannien, üblicherweise wird als die Zeit der Handlung das 8. Jahrhundert v. Chr. angenommen. Mit dem ersten Akt beginnt die Handlung am Hof des Königs. Der größte Teil der Ereignisse in den Akten zwei, drei und der Beginn des vierten Aktes wechselt zwischen dem Schloss des Grafen Gloucester und Ereignissen in einer stürmischen Nacht auf der Heide. Ab dem zweiten Teil des vierten Aktes sind die Orte der Handlung die Umgebung der Stadt Dover, die dortigen Felsklippen und die Heerlager der Briten und Franzosen. Zwischen dem ersten und dem zweiten Akt liegt eine nicht näher bezeichnete Zeitspanne, in der sich Cordelia mit ihrem Gatten, dem König von Frankreich, in ihre neue Heimat begibt und von dort eine Invasion der Insel vorbereitet. Nachdem die französischen Truppen in der Nähe von Dover gelandet sind, setzt die Handlung mit dem zweiten Akt wieder ein. Die folgende erzählte Zeit umfasst eine Nacht und den folgenden Tag.

## Handlung

### Bibliographische Vorbemerkungen
Da von dem Text des Werkes zwei deutlich verschiedene Versionen existieren – die Quarto-Version von 1608 („The History of King Lear“) und die Folio-Version von 1623 („The Tragedy of King Lear“) –, bieten die Herausgeber der Shakespeare-Ausgaben unterschiedliche Lösungen an.
Die Einzelausgabe des „The Oxford-Shakespeare“ von Stanley Wells gibt einen Quarto-basierten Text wieder. Jay Halio („New-Cambridge-Shakespeare“), Jonathan Bate („RSC“) und Grace Ioppolo („Norton“) drucken einen Folio-basierten Text. Reginald Foakes, der Herausgeber der dritten Arden-Ausgabe, hat - genauso wie seine Vorgänger WJ Craig und Kenneth Muir - eine sogenannte Kompilation, einen Hybrid-Text aus Quarto und Folio, hergestellt. Die Herausgeber der Gesamtausgabe „The Oxford Shakespeare“ drucken die beiden frühen Textausgaben des Werkes als aus ihrer Sicht gleichermaßen autoritative Fassungen, die in unterschiedlichen Phasen der Werkgeschichte und Bühnenpraxis entstanden seien. Die hier wiedergegebene Darstellung der Handlung verwendet die zweisprachige Ausgabe von Frank Günther, deren Text auf der zweiten Arden-Ausgabe von Kenneth Muir basiert, der ebenso wie die dritte Arden-Ausgabe ein kollationierter Text ist. Auch der Herausgeber der englisch-deutschen Studienausgabe Werner Brönnimann bietet einen kollationierten Text, in dem (ähnlich wie in der Arden³-Ausgabe von Reginald Foakes) „Quarto-Only-Text“ durch ein hochgestelltes Q und „Folio-Only-Text“ analog durch ein hochgestelltes F gekennzeichnet werden.
Die Unterteilung des Textes und folglich die Zählung in Akte und Szenen unterscheidet sich in der Quarto und im Foliotext. Die Quarto ist in 24 Szenen eingeteilt, während der Foliotext eine durchgehende Einteilung nach Akten, die in Szenen unterteilt sind, bietet. Da die Szene 17 der Quarto vollständig im Foliotext fehlt, verschiebt sich die Zählung der Szenen in Akt vier in einem kollationierten Text ab der Szene 3. Es wird eine zusätzliche Szene eingeschoben, so dass der vierte Akt sieben statt sechs Szenen enthält. Je nach Herausgeber gibt es eine weitere Variante der Textaufteilung. In der First Folio hat der zweite Akt nur zwei Szenen. Diese wird aber, einer langen Tradition folgend, manchmal in drei kürzere Szenen aufgeteilt, sodass in einzelnen Ausgaben der zweite Akt zwei Szenen, in anderen vier Szenen hat.

### Akt I
Im ersten Akt werden alle Konflikte ausgebreitet, die das Drama antreiben: Lears Abdankung, die Reichsteilung, die Verbannung von Cordelia und Kent, die Pläne der älteren Schwestern, ihren Vater zu entmachten, und Edmunds Intrige gegen seinen Vater und seinen Stiefbruder.
[Szene 1] Die Eröffnungsszene spielt am Hof des Königs und beginnt mit einer Unterhaltung der beiden Lehensmänner Kent und Gloucester. Sie thematisieren mit den ersten Sätzen die Frage, wen Lear bevorzugt und sein Vorhaben, das Königreich zu teilen. Dann stellt Gloucester seinen unehelichen Sohn Edmund vor („… der Hurensohn muss halt anerkannt sein.“). Der König tritt auf und verkündet dem Hofstaat die Gründe für die Zusammenkunft („Derweil erklärn wir Unsern tiefern Plan.“). Er will abdanken, das Reich unter seinen drei Töchtern aufteilen und seine Jüngste verheiraten. Zuvor aber will er mit einer Liebesprobe herausfinden, wem er die größten Schätze seines Reiches vermachen kann („Von welcher solln Wir sagen, sie liebt Uns am meisten?“). Er plant wohl, seine Lieblingstochter Cordelia zu bevorzugen. Während die beiden Älteren, Goneril und Regan, ihrem Vater überschwängliche Bekundungen machen und dann reich entlohnt werden, verweigert die Jüngste ein Zeugnis ihrer Zuneigung zum Vater („Unglücklich, wie ich bin, drum kann ich's Herz mir in den Mund nicht heben.“). Lear ist darüber so erzürnt, dass er sie enterbt („… bei dem heilgen Sonnenfeuerkranz … hiermit entsag ich aller Vaterpflicht.“) und ihren Anteil am Reich unter Regan und Goneril aufteilt („… zu zweier Töchter Mitgift schluckt die Dritte.“). Es kommt zu einem offenen Streit zwischen Lear und Kent, der Cordelia verteidigt und seinem König vorwirft, einen großen Fehler zu machen („Alter Mann, was tust du?“). In maßloser Wut verbannt Lear den treuen Kent („Dreckskerl! Ketzer!“). Dann ruft er Cordelias Brautwerber, den Herzog von Burgund und den König von Frankreich, und bietet ihnen seine Tochter mit seinem Fluch als einziger Mitgift an („…neu umhegt von Unserm Hass“). Im Gegensatz zum Herzog ist der König von Frankreich aus Liebe zu Cordelia bereit, sie auch ohne Erbe zu heiraten. Nachdem Cordelia sich mit ihrem Gatten, dem König von Frankreich, von ihren Schwestern verabschiedet hat, („Liebt unsern Vater: ich leg ihn euch ans lautbeschworne Herz.“), bleiben am Ende der Szene Regan und Goneril zurück und beraten, was zu tun sei, um einer Verbannung wie im Falle von Kent vorzubeugen, falls der König seine Meinung ändert („Du siehst wie launisch wechselhaft er wird im Alter.“) und seinen Zorn auch gegen sie richtet.
[Szene 2] Die zweite Szene spielt im Schloss des Grafen Gloucester. Edmund offenbart in einem Monolog seine Pläne, die durch uneheliche Geburt erfahrenen Demütigungen zu rächen, indem er sich des ganzen Erbes seines Vaters durch eine Intrige bemächtigt („Du bist mein Gott, Natur!“). Er hat einen gefälschten Brief seines Bruders verfasst, in dem dieser scheinbar seine Pläne enthüllt, den Vater zu entmündigen. Gloucester ist maßlos wütend über den vermeintlichen Verrat seines ehelichen Sohnes („Widernatürlicher, verabscheuenswerter, viehischer Schuft!“) und beauftragt Edmund, ihn zu suchen. Wieder allein macht sich Edmund über den astrologischen Aberglauben seines Vaters lustig („Ein wunderbares Hintertürchen für den Hurenbock Mensch, seine geißbockgeile Veranlagung einem Stern anzulasten!“). Als Edgar auftritt, bringt er ihn unter Vorwänden dazu, zu fliehen, sich zu bewaffnen und damit den Beweis für seine Schuld zu liefern. In einem kurzen Schlussmonolog teilt Edmund dem Publikum seine machiavellistische Haltung mit („Was mir Geburtsrecht wehrt, schafft mein Verstand: Recht jedes Mittel, wird's zum Zweck verwandt.“).
[Szene 3] Im Palast des Herzogs von Albany unterhalten sich der Haushofmeister Oswald und seine Herrin Goneril über das wilde Treiben des greisen Lear und seiner rauflustigen Ritter („allstündlich braust er von einer Schandtat in die nächste…“). Goneril ist der Sache überdrüssig, die jüngsten Vorfälle liefern ihr den gesuchten Anlass, ihrem Vater die Gastfreundschaft zu verweigern. Sie beauftragt ihren Diener, durch Nachlässigkeit gegenüber dem König einen Eklat zu provozieren, und verfasst einen Brief an ihre Schwester Regan, in dem sie diese auffordert, sich ebenso abweisend gegenüber dem Vater zu verhalten wie sie.
[Szene 4] Kent ist nicht wie vom König befohlen in Verbannung gegangen. Er hat sich verkleidet und bietet seinem geliebten Herrn den Dienst an („Nein, Sir, aber Sie haben was an sich, was ich gern Herr nennen möcht.“). Als dieser mit seinem Gefolge von der Jagd kommt und erwartet, von der Dienerschaft seiner Tochter Goneril bewirtet zu werden, macht allerdings keiner der Bediensteten Gonerils Anstalten, dem König das Essen zu bringen. Als dann Oswald sich – wie von Goneril angestachelt – gegenüber Lear respektlos verhält, wird er von Kent verprügelt („Ich bring Dir Unterschiede bei.“). Lear freut sich darüber, dass sein neuer Diener Cajus den frechen Oswald verprügelt hat, und wünscht sich einen Zeitvertreib. Sein Narr will aber keine Späße machen, er sagt dem König vielmehr bittere Wahrheiten („du hattest wenig Hirn in deiner kahlen Krone, als Du die goldene weggabst …“) und macht sich über ihn lustig („… grad als Du Deine Töchter zu Deinen Müttern gemacht hast … und Dir selbst die Hosen runterzogst.“). Goneril tritt auf und kündigt ihrem Vater den Gehorsam auf, bezichtigt ihn der Unzucht sowie Völlerei und verlangt, dass er seine Ritter aus dem Dienst entlässt („… seien Sie drum ersucht, dass Sie Ihrn Troß um einiges verkleinern.“). Lear verflucht Goneril („Pest auf dich, Gift und Galle!“) und reist ab in der Hoffnung, bei Regan aufgenommen zu werden.
[Szene 5] Der König will seine Ankunft bei Regan vorbereiten und schickt Kent mit einem Brief voraus. In einem weiteren Gespräch mit seinem Narren beginnt Lear zu ahnen, dass auch seine zweite ältere Tochter ihn verstoßen wird, und er fürchtet den Verstand zu verlieren („Oh, laßt mich nicht wahnsinnig werden, nicht wahnsinnig, Ihr Götter.“).

### Akt II
Während im ersten Akt die Gründe für die Handlungslinien dargestellt werden, wird im zweiten Akt, der fast ausschließlich am Schloss des Grafen Gloucester spielt, zunächst der Konflikt zwischen Gloucester und seinem ehelichen Sohn Edgar vertieft und dann der vollständige Bruch zwischen Lear und seinen beiden Töchtern Goneril und Regan dargestellt. Damit wird deutlich, dass sich das Werk als ein Doppeldrama – über das Schicksal Lears und das Schicksal Gloucesters – entwickeln wird.
[Szene 1] Edmund begleitet seinen Bruder auf dessen Flucht und trifft vor dem Schloss seines Vaters den Bediensteten Curab, der die Ankunft von Regan und Cornwall bei Gloucester ankündigt. Edmund ist bereit, dies für seine Pläne auszunutzen. Er überredet Edgar, alleine weiter zu fliehen, und inszeniert bei seinem Abgang einen Kampf, bei dem er sich selbst verletzt und dann dem Vater vorspiegelt, Edgar habe ihn zum gemeinsamen Mord am Vater anstiften wollen und angegriffen („Hier stand er ganz im Dunkeln …“). Gloucester lässt im ganzen Königreich nach seinem Sohn fahnden („den hab ich nie gezeugt.“). Gloucester ist verzweifelt und macht Edmund zu seinem Alleinerben („…ich wirk drauf, dass du erbfähig wirst.“). Regan und Cornwall treffen wie angekündigt ein und Regan überzeugt Gloucester, dass Edgar auf die schlechte Bahn gekommen sei, weil er von Lears Rittern zum Verrat an seinem Vater überredet worden sei („War der nicht Kumpan der wüsten Ritter…“). Edmund verpflichtet sich zum Dienst gegenüber Cornwall.
[Szene 2] Kent und Oswald treffen ebenfalls in Gloucesters Schloss ein, um Briefe zu überbringen: Kent bringt Post von Lear und Oswald Briefe von Goneril. Beide geraten in einen heftigen Streit, bei dem Kent den Haushofmeister zunächst wüst beschimpft („Restefresser, kleinkarierter Schubiak …“) und dann erneut verprügelt. Die beiden werden von Gloucester getrennt und Cornwall und Regan lassen den Boten des Königs in den Block sperren. Kent trägt es mit Fassung und schließt die Szene mit einem Monolog, in dem er das Schicksal beschwört („Fortuna, dreh Dein Rad.“).
[Szene 3] Die kurze dritte Szene zeigt Edgar auf der Flucht im Wald. Er beschließt, sich zum Schutz vor seinen Häschern als Tom der Bettler zu verkleiden und sich als dem Wahnsinn verfallen zu verstellen („Und biet in bloßer Nacktheit trotzig mich dem Sturm“.).
[Szene 4] Die vierte Szene spielt wieder in Gloucesters Schloss. Zuerst trifft Lear ein und findet seinen Boten, den als Diener Caius verkleideten Grafen Kent, in den Block gesperrt an. Er ist entsetzt, dass dieser von seiner Tochter festgenommen wurde. Kent schildert die Umstände seiner Festnahme und Lear will daraufhin seine Tochter zur Rede stellen („Oh! Wie Erstickung mir ans Herz hochschwillt … Wo ist diese Tochter?“). Er fordert Gloucester auf, Cornwall und Regan herzurufen. Diese weigert sich ebenfalls, angestachelt von ihrer Schwester, ihren Vater aufzunehmen („Oh Sir! Sie sind alt: in Ihnen steht Natur dicht an der Neige der Daseinszeit.“). Als dann auch noch Goneril und Albany eintreffen, überbieten sich beide Schwestern gegenseitig mit Demütigungen gegenüber ihrem Vater, indem sie von ihm fordern, die Begleitung seiner Ritter aufzugeben. Lear verlässt Gloucesters Schloss in Wut und Verzweiflung und begibt sich, nur in Begleitung seines Narren, in die stürmische Nacht („Ihr seht mich Götter, arm und alt…“).

### Akt III
Der dritte Akt spielt abwechselnd auf der stürmischen Heide und im Schloss des Grafen Gloucester, wo die beiden Stränge des Doppeldramas weiter entwickelt werden. In der vierten Szene treffen sich (außer Cordelia) alle „Helden“ des Dramas zum gleichen Zeitpunkt an einem Ort, dem Schuppen auf der Heide: Lear, sein Diener Caius (Kent) und sein Narr sowie Gloucester und Tom der Bettler (sein Sohn Edgar). Die Geschichte von Lear kulminiert in der imaginativen Gerichtsszene im Bauernhaus und Gloucesters Schicksal findet seinen ersten Höhepunkt in der Blendung des alten Grafen in seinem Schloss.
[Szene 1] Auf freiem Feld herrscht ein Unwetter. Auf der Suche nach seinem Herrn trifft Kent auf einen der Edelleute aus dem Gefolge des Königs. Dieser schildert, wie Lear nur in Begleitung des Narren schutzlos durch die Heide irrt („Heut Nacht, wo selbst die zitzenleere Bärin sich nicht rührt, … läuft er barhaupt und schreit die Welt aus, wer sie will.“). Kent erzählt von dem Heer aus Frankreich, das in Dover gelandet ist, schickt den Edelmann dorthin und gibt ihm einen Ring für Cordelia.
[Szene 2] Der König schreit im Wahn den Sturm an („Blas, Wind, dass platzt die Backe!“), sein Narr drängt ihn, Schutz in einem Unterschlupf zu suchen. Als Kent die beiden antrifft, führt er sie zu einem Schuppen in der Nähe.
[Szene 3] Die kurze dritte Szene spielt in Gloucesters Haus. In einem Gespräch mit seinem unehelichen Sohn Edmund berichtet der Graf von der bevorstehenden französischen Invasion und einem geheimen Brief, in dem er von den Kriegsvorbereitungen erfahren hat. Er macht sich auf, den König – gegen den Befehl von Lears Töchtern – zu suchen, und bittet Edmund, ihn durch Ausreden zu decken. Dieser aber offenbart nach Gloucesters Abgang in einem kurzen Monolog seine finstere Absicht zum Verrat am Vater: „… und verdient mir das, was Vater gleich verlieren wird: all sein Gut und Geld: es steigt der Jüngre, wenn der Alte fällt.“
[Szene 4] Die vierte Szene spielt wieder auf der stürmischen Heide. Lear und seine Begleiter haben einen Schuppen gefunden. Der treue Kent will seinen Herrn überreden, dort Schutz zu suchen, aber Lear weigert sich; er will im Sturm ausharren, um beim Lärm des Donners nicht an die Demütigungen denken zu müssen, die seine Töchter ihm zugefügt haben („… wo größre Krankheit sitzt, da spürt man kleinre kaum“). Als der Narr den Schuppen betritt, findet er dort Edgar, der sich als Tom der Bettler verstellt und hier versteckt hat („Komm nicht rein Nonckelchen; da ist ein Gespenst.“). Als der König sich in einem scheinbar irren Gespräch mit Tom die Kleider vom Leib reißt, tritt Gloucester auf, der von Tom mit irren Reden begrüßt wird („Da ist der böse Flibbertigibbet!“). Gloucester hat den König gesucht und berichtet von den Mordplänen der Töchter gegen seinen Herrn („Die Töchter wolln ihn tot.“). Er führt Lear und seine Begleiter zu einem verlassenen Bauernhaus nahe bei seinem Schloss.
[Szene 5] Die kurze fünfte Szene zeigt Edmund und Cornwall im Schloss des Grafen Gloucester. Edmund überbringt Cornwall den geheimen, an seinen Vater gerichteten Brief, der diesen als Spion Frankreichs überführt. Cornwall ist außer sich: „Ich will meine Rache, ehe ich sein Haus verlasse.“
[Szene 6] Wieder auf der Heide, trifft der König, geleitet von Gloucester, zusammen mit Kent, dem verkleideten Edgar und dem Narren in einem Bauernhaus ein. Dort verlässt sie Gloucester und macht sich wieder auf den Weg in sein Schloss. Lear ist nun völlig von Sinnen und will ein imaginäres Gericht über seine Töchter halten („So wird's gemacht; ich klag sie gleich jetzt an.“). Er macht Tom zum Richter und Kent zum Geschworenen. Der Narr soll das Publikum darstellen. Gloucester kommt zurück; er hat einen Wagen besorgt, der den König nach Dover zum Heer der Franzosen bringen soll.
[Szene 7] Die nächste Szene zeigt, wie Gloucesters eigene Diener ihren Herrn gefangen haben und ihn in sein Haus zu Lears Töchtern bringen. Gloucester beklagt den Verrat der Gastfreundschaft und gesteht gegenüber Regan, Lear zur Flucht verholfen zu haben: „Weil ich nicht zusehn wollt, … wie deine Furien-Schwester ins gesalbte Fleisch ihm Schweinezähne schlägt.“ Regan und Cornwall sind außer sich vor Wut. Angestachelt von seiner Frau reißt Cornwall dem alten Grafen die Augen aus („Raus, übler Glibber!“). Ein treuer Diener Gloucesters greift Cornwall mit dem Schwert an und verwundet ihn lebensgefährlich. Gloucester hofft, dass Edmund ihm zur Hilfe eilt. Aber Regan offenbart ihm den Verrat Edmunds („Oh meine Narrheit! Dann tat ich Edgar Unrecht.“) und die Diener schleifen Gloucester aus dem Haus und stoßen ihn vors Tor.

### Akt IV
Der vierte Akt spielt größtenteils in Dover und der Umgebung der Stadt. Zunächst erfährt man von dem Plan Gloucesters, sich von den Klippen zu stürzen, und dann vom Tod Cornwalls. An den Klippen von Dover ereignet sich mit der Heilung Gloucesters von seiner Selbstmordabsicht die erste Katharsis des Dramas. In der letzten Szene des vierten Aktes versöhnen sich Lear und Cordelia.
[Szene 1] Gloucester wurde geblendet und aus seinem eigenen Haus geworfen. Ein alter Mann, einer seiner ehemaligen Pächter („Ich war Ihr Pächter, war Ihrm Vater Pächter bald achtzig Jahr.“), nimmt sich seiner an und führt ihn gemäß seinem Wunsch auf dem Weg Richtung Dover durch die stürmische Nacht. Gloucester beklagt sein Schicksal („Was Fliegen bösen Buben sind, sind wir den Göttern. Sie töten uns aus Spaß.“), dann treffen sie auf Edgar, der sich in Gestalt des Bettlers anbietet, seinen Vater zu begleiten. Gloucester schickt den alten Pächter weg, da er fürchtet, dass seine Gesellschaft diesem nur Nachteile bringen könnte („Der Fluch der Zeiten halt, wenn Irre Blinde führen. Tu, was ich sag, vielmehr tu was Du willst; vor allem aber geh.“). Der blinde Gloucester will von Tom zur Klippe von Dover gebracht werden, um sich von dort in den Tod zu stürzen. („Bring mich nur dorthin ganz zum letzten Rand, … von diesem Platz an brauch ich keinen Führer mehr.“).
[Szene 2] Im Schloss des Herzogs von Albany berichtet Gonerils Diener Oswald davon, dass Albany das Vorgehen von Regan, Cornwall und Edmund gegenüber Gloucester missbilligt („… verändert aber wie kein Mensch je.“). Goneril überträgt Edmund Befehlsgewalt über die Aushebung von Truppen gegen das französische Heer und tauscht mit ihm heimlich Zärtlichkeiten aus („Dein bis zum Ersterben.“). Albany erscheint und macht seiner Frau schwere Vorwürfe („Dann tritt ein, dass Menschheit sich als Raubtier selbst zerfleischt wie Monstren aus der Tiefe.“). Der Streit artet in üble Beschimpfungen aus („Satan - Milchherz“), dann überbringt ein Bote die Nachricht vom Tod Cornwalls, der an den Verletzungen gestorben ist, die ihm ein Diener Gloucesters beigebracht hat, als Cornwall dem alten Grafen das zweite Auge ausstach. Albany erfährt von dem Boten, dass Edmund seinen eignen Vater verraten hat, und schwört Rache („Gloucester, ich lebe, dass ich dir dank für deine Königstreue, und deine Augen räche.“).
[Szene 3] Beim Heerlager der Franzosen in Dover treffen sich der verkleidete Kent und ein Edelmann aus dem Gefolge von Cordelia. Der französische König musste in die Heimat zurückkehren und hat die Befehlsgewalt über die Armee seinem Marschall La Far übergeben. Der Edelmann hat Kents Briefe für Cordelia überbracht und berichtet von ihrer Trauer über das Schicksal ihres Vaters, der sich bereits in der Nähe von Dover befindet („Nun Sir, der krank-zerquälte Lear ist in der Stadt …“).
[Szene 4] Die kurze vierte Szene zeigt Cordelia und einen Arzt im Gespräch über die Verfassung Lears. Cordelia schildert, wie ihr Vater mit Blumen bekränzt und singend im offenen Feld gesehen wurde („Wahnwild wie's aufgepeitschte Meer; laut singend; bekrönt mit wildem Erdrauch …“), und schickt einen Offizier, der ihn suchen soll. Dann überbringt ein Bote die Nachricht, dass sich das Heer der Briten nähert.
[Szene 5] In Gloucesters Schloss trifft Oswald, der Haushofmeister Gonerils, auf Regan und berichtet von den militärischen Unternehmungen des Heeres Albanys, des Gatten ihrer Schwester. Regan ist neugierig auf den Inhalt eines Briefes, den Goneril an Edmund geschrieben hat, da sie wohl selbst in Edmund verliebt ist, und bereut, dass sie Gloucester nach dessen Blendung nicht getötet hat. Sie versucht, Oswald für ihre Zwecke zu gewinnen. Er soll sie in ihrer Liebe zu Edmund unterstützen und sie bietet ihm eine Belohnung an, wenn er Gloucester tötet („Und hörst Du zufällig von diesem blinden Schuft - Belohnung wartet auf den, der ihn abtut.“).
[Szene 6] Die lange sechste Szene hat drei Teile und spielt an den Klippen von Dover. Der erste Teil der Szene zeigt Edgar, der verkleidet als „Bettler Tom“ seinen Vater, den Grafen Gloucester, bis an den Rand der Klippen gebracht hat. Gloucester will sich hinabstürzen („O ihr mächtigen Götter! Der Welt entsagt ich, und vor eurem Antlitz streif ich mein großes Leid gelassen ab.“), aber Edgar möchte seinen Vater von seinen Selbstmordabsichten heilen und überzeugt ihn davon, dass er einen steilen Weg hinaufsteigt – obwohl der Weg eben ist – und sich dann die Klippen hinabstürzt – obwohl er nur vornüber gefallen ist. Dann schildert er ihm mit verstellter Stimme, er habe den Sturz wie durch ein Wunder überlebt („Gelassen sei im Geist und frei.“). Im zweiten Teil der Szene trifft Lear – phantastisch bekleidet mit wilden Blumen – auf die beiden vorigen („Ein Lanzenstich ins Leben, dieser Anblick.“). Gloucester erkennt seinen Herrn und die beiden beginnen ein Gespräch, wo Vernunft und Wahnsinn vermischt sind („O du zerstörtes Stück Natur.“) Der Edelmann aus dem Gefolge Cordelias trifft auf der Suche nach Lear ein und will den König ins Heerlager der Franzosen bringen. Aber der kindisch verrückte König rennt weg („Dann ist noch Leben drin. Kommt her und holt's euch…“). Im dritten Teil der Szene findet Oswald den alten Gloucester und seinen Sohn („Ein ausgelobter Preis! Welch Glücksfall!“) und will ihn töten, um Regans Belohnung für den Mord zu erhalten, wird aber von Edgar im Kampf besiegt. Sterbend übergibt Oswald seinem Gegner die verschwörerischen Briefe Gonerils an ihren Geliebten Edmund. Edgar erkennt sofort den Nutzen dieser Briefe („Dem Feind ins Hirn zu sehn, reißt man sein Herz auf.“).
[Szene 7] Die Schlussszene des vierten Aktes spielt im Lager der Franzosen und zeigt das Zusammentreffen von Lear und Cordelia am Vorabend der Schlacht zwischen den britischen und französischen Heeren. Lear wurde von dem Gefolge Cordelias ins Heerlager gebracht und angekleidet. Er schläft und wird von Dienern zu Cordelia und Kent getragen. Der König und seine Tochter versöhnen sich („Musst Nachsicht mit mir haben … ich bin alt und närrisch“). Unterdessen nähern sich die britischen Truppen unter dem Befehl von Edmund.

### Akt V
Während im vierten Akt durch die Rettung Gloucesters und die Versöhnung zwischen Lear und Cordelia beim Publikum die Hoffnung genährt wird, dass sich das Blatt zum Guten wenden könnte, wird gleich zu Beginn des fünften Aktes durch eine komplexe erste Szene die Wende eingeleitet und in der sehr kurzen zweiten Szene die Niederlage der Franzosen, die Gefangennahme von Lear und Cordelia und die Flucht Gloucesters mitgeteilt. In der langen dritten Szene entfaltet sich dann das katastrophale Ende.
[Szene 1] Die erste Szene des fünften Aktes spielt im Heerlager der Briten und besteht aus fünf sehr kurzen Einzelelementen. A: Edmund befiehlt einem Boten, den Herzog Albany an seine Treueverpflichtung zu erinnern, gemeinsam gegen die Franzosen zu kämpfen („Bringt mir seine Absicht.“). B: Regan ist eifersüchtig und wirft Edmund vor, ein Liebesverhältnis mit ihrer Schwester Goneril zu haben („Seien sie nicht eng mit ihr.“). C: Goneril und Albany treffen ein und der Herzog steht aus Staatsräson zu seiner Treuepflicht. Er ist loyal, weil das Land vom Feind angegriffen wird, auch wenn die Franzosen den alten König unterstützen („… dieser Fall hier geht uns an, weil Frankreich bei uns einfällt.“). D: Edgar tritt verkleidet als Bote auf und überbringt Albany die Briefe, die er dem toten Oswald abgenommen hat. Sie enthalten eine Botschaft seiner Frau Goneril an Edmund, in der sie ihre Absicht äußert, ihren Mann, den Herzog Albany, zu töten und Edmund zu heiraten („Eh Sie zur Schlacht gehen, sehn Sie hier den Brief.“). E: In einem Monolog am Ende der Szene gesteht Edmund seine Bereitschaft, Albany auf jeden Fall zu beseitigen und dann möglicherweise beide Schwestern zu töten, um alleine zu herrschen („Welche nehm ich? Beide? eine? Ja, oder keine?“).
[Szene 2] Die zweite sehr kurze Szene spielt auf dem Schlachtfeld zwischen den Heerlagern. Gloucester wartet unter einem Baum sitzend den Verlauf der Schlacht ab („Hier, Vater, nehmen Sie den Schatten dieses Baums als Gasthof.“). Als sich die Niederlage der Franzosen abzeichnet, kehrt Edgar in Hast aus dem Kampfgetümmel zu seinem Vater zurück und drängt ihn zur Flucht („Reif sein ist alles. Komm“). Das französische Heer ist besiegt, Lear und Cordelia wurden gefangen genommen.
[Szene 3] In der vielschichtigen Schlussszene des Werkes, die aus zehn Einzelelementen besteht, strebt die Handlung zu ihrem tragischen Ende. A: Im Heerlager der Briten befiehlt Edmund, die Gefangenen Lear und Cordelia einzukerkern („…in harte Haft.“). B: Edmund befiehlt darüber hinaus einem willfährigen Hauptmann, gegen reiche Belohnung die beiden Gefangenen hinzurichten. Dieser stimmt zu („…zartgesinnt sein ziemt nicht einem Degen.“). C: Bei einem Siegzeremoniell streiten sich Edmund und Herzog Albany um die Vorherrschaft in Britannien („Für mich sind Sie nur ein Untertan im Krieg.“). Albany ruft ein Gottesgericht in Form eines Zweikampfes aus und lässt Regan von einer Wache begleitet in sein Zelt bringen („Ihr ist nicht gut, führt sie zu meinem Zelt.“). D: Edgar tritt verkleidet als Ritter auf und fordert das Recht zum Zweikampf mit seinem Stiefbruder („… du bist ein Verräter.“). Im Kampf wird Edmund besiegt. E: Nach dem Zweikampf protestiert Goneril, aber ihr Ehemann Herzog Albany offenbart ihr den Besitz ihrer verschwörerischen Briefe an Edmund, in denen Goneril ihren Geliebten zum Mord am Gatten auffordert („Halt dein Maul Weib.“). Albany befiehlt einem Offizier, seine Frau zu bewachen. F: Edmund ist tödlich verletzt und verlangt von seinem Zweikampfgegner, er solle seine Identität offenbaren. Edgar gibt sich ihm zu erkennen („Ich heiße Edgar, deines Vaters Sohn. Die Götter sind gerecht.“). Edmund gesteht seine Schuld („Das Rad ging einmal rund.“). Albany und Edgar versöhnen sich. G: Ein Edelmann bringt ein blutiges Messer und berichtet, dass Goneril ihre Schwester Regan vergiftet und sich dann mit dem Dolch selbst getötet hat („Was soll der Blutdolch?.“). Während die Leichen der beiden Schwestern hereingetragen werden, kommt auch Kent, der den König sucht („Ich komme, meines Herrn und König's ewge Gute Nacht zu sagen. Ist er nicht hier?“). H: Im Sterben offenbart Edmund, dass er den Befehl gab, Lear und Cordelia töten zu lassen („… mein Befehl hängt über Lears und Cordelias Leben.“). Albany schickt eilig einen Boten, dies zu verhindern („Rennt, rennt! Oh, rennt!“). I: Der Bote kommt zu spät, Lear tritt auf und trägt seine tote Tochter Cordelia in den Armen. Er wähnt, dass sie noch lebt („Die Feder bauscht; sie lebt!.“). Kent gibt sich seinem König als der verkleidete Diener Caius zu erkennen („Nein bester Lord; ich bin derselbe Mann.“). J: Ein Bote bringt die Nachricht, dass Edmund an seinen Verwundungen aus dem Zweikampf mit Edgar gestorben ist. Lear, der noch immer seine Tochter in den Armen hält, klagt, dass sein Narr getötet wurde („Und's arme Närrchen ist gehenkt.“) und wohl kein Leben mehr in Cordelia ist. Als er dies erkennt, stirbt er an gebrochenem Herzen („Du kommst nie wieder. Niemals, niemals, niemals, niemals, niemals!“). Kent trägt den Leichnam seines Königs fort und erklärt, er werde auf seiner Reise seinem Herrn, der ihn gerufen hat, folgen. Albany überträgt die Herrschaft an Edgar, der das Schlusswort spricht:
Den Druck der trüben Zeit muss man nun tragen;
was man fühlt, sprechen, nicht, was man sollte, sagen.
Der Ältste trug am schwersten: jung daneben
werden wir nie soviel sehn noch so lange leben.

## Literarische Vorlagen und sozio-kulturelle Bezüge
Shakespeares Drama greift teilweise auf ältere Überlieferungen der Geschichte des sagenumwobenen Königs Leir und seiner drei Töchter zurück. Der Legende nach soll Leir ungefähr im achten Jahrhundert vor Christus nahezu sechzig Jahre lang als König von Britannien geherrscht haben, bevor er sein Reich nach einem vermeintlichen Liebesbeweis unter seinen beiden älteren Töchtern aufteilte. Danach wurde er jedoch von diesen vertrieben und konnte erst durch die Unterstützung seiner jüngsten Tochter, die er selber zuvor verstoßen hatte, seine Herrschaft wiedererlangen. Nach seinem Tode übernahm Leirs jüngste Tochter die Herrschaft, bis sie einige Jahre später von den beiden Söhnen ihrer Schwestern gestürzt wurde und sich in der Gefangenschaft das Leben nahm.

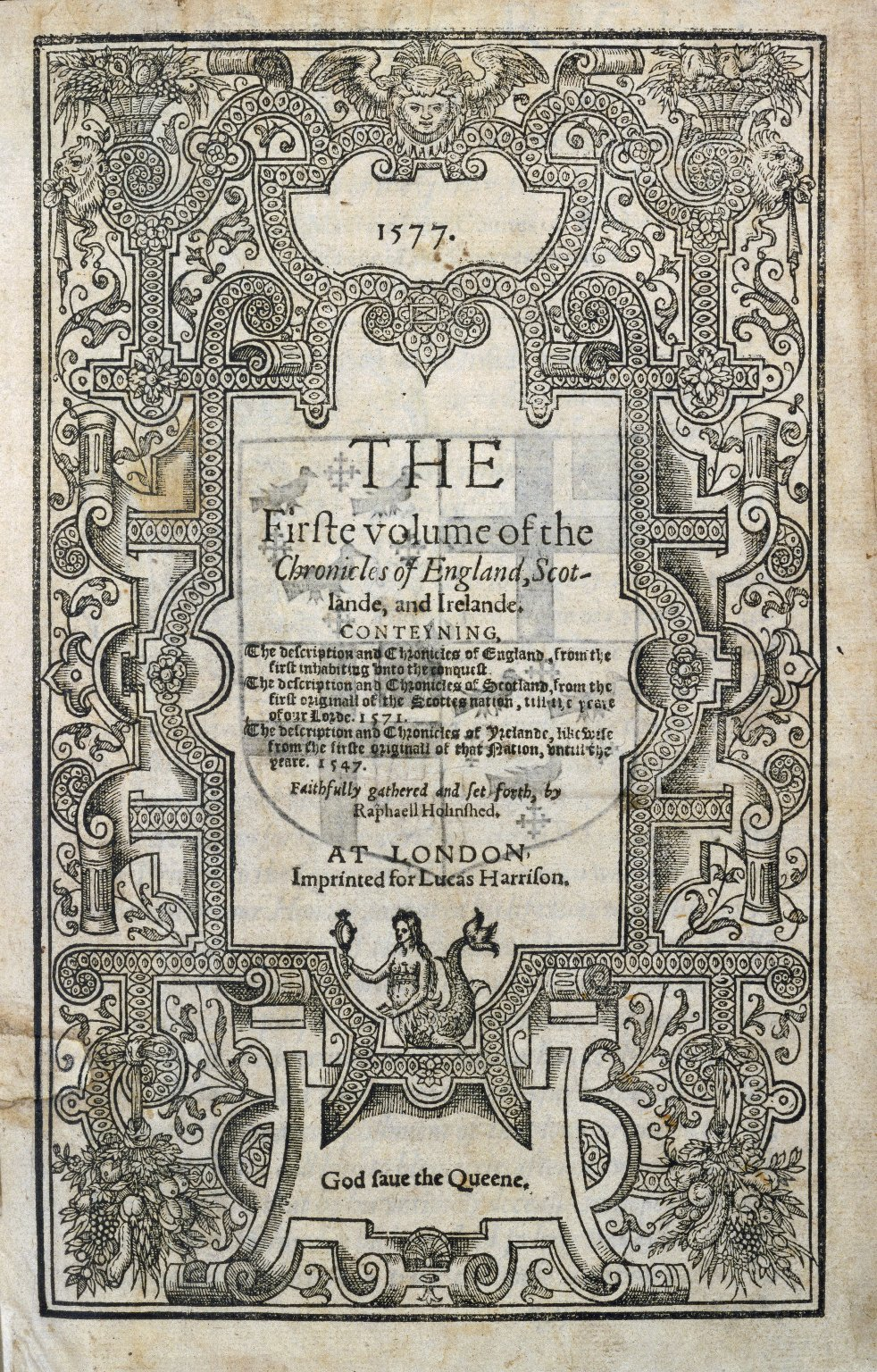
Erstdruck von Holinsheds Chronicles of England, Scotlande, and Irelande, 1577

Die früheste heute noch erhaltene Fassung dieser Geschichte Leirs und seiner Töchter Gonorilla, Regau und Cordeilla findet sich im Buch II (Kapitel 11–15) der Historia Regum Britanniae des Geoffrey von Monmouth, die um 1136 ursprünglich in lateinischer Sprache verfasst wurde. Die in der elisabethanischen Zeit verbreiteten historischen Darstellungen greifen an vielen Stellen auf Monmouths Historia zurück; auch Holinsheds Chronicles of England, Scotlande, and Irelande von 1577, die 1587 in einer erweiterten Fassung neu veröffentlicht und von Shakespeare wiederholt als historische oder stoffliche Quelle verwendet wurden, beruhen zum Teil auf dieser Historia Regum Britanniae.
Um 1155 wurde Monmouths Historia von dem normannischen Dichter Wace ins Französische übertragen; vermutlich unter dem Einfluss walisischer Tradition veränderte er in seiner Reimchronik Roman de Brut den Namen des legendären britannischen Königs zu Llŷr. Dieser walisische Name, der im Englischen auch in der Schreibweise Llyr oder Lir existiert, geht seinerseits zurück auf einen Meeresgott Llŷr in der keltischen Mythologie. Außer der Übereinstimmung im Namen gibt es jedoch keine weiteren Bezüge oder Verbindungen zwischen der historischen Sagengestalt des Königs Leir und der mythologischen Meeresgottheit.
Die Legende von Lear und seinen Töchtern war den Elisabethanern so aus zahlreichen Erzählungen oder anderen Darstellungen in unterschiedlichen Fassungen bekannt, die jedoch allesamt für Lear kein tragisches Ende hatten. Als bereits dramatisierte Bühnenversion lag die Geschichte darüber hinaus in dem anonymen Stück The True Chronicle History of King Leir vor, das erstmals 1605 als Quarto gedruckt wurde, jedoch aller Wahrscheinlichkeit nach schon Anfang April 1594 in Henslowes Rose-Theater aufgeführt worden war. Heutige Shakespeare-Forscher und Herausgeber halten es allgemein für erwiesen, dass Shakespeare dieses frühere Werk eines unbekannten Autors aus seiner Erinnerung als Zuschauer oder möglicherweise sogar als Schauspieler kannte und als eine seiner Hauptquellen für King Lear nutzte. In The True Chronicle History of King Leir kommen Cordella (Cordelia) und der gallianische (französische) König als Bauern verkleidet dem nach seiner Entmachtung mittellosen und notleidenden Lear zur Hilfe; im Gegensatz zu Shakespeare hat das Stück am Ende für den Titelhelden auch hier einen glücklichen Ausgang. Es fehlt ebenso die Parallelhandlung mit Gloucester und seinen beiden Söhnen, die Shakespeare in verschiedenen Anlehnungen aus Sidneys Arcadia entnommen hat.
Für den Stoff der Haupthandlung des King Lear nutzte Shakespeare daneben vor allem die bereits oben erwähnten Chronicles of England, Scotlande, and Irelande von Holinshed als Quelle. Der Name Cordelia geht in dieser Form vermutlich auf Edmund Spensers The Faerie Queene (1590) zurück. Auch Spensers Cordelia stirbt durch Erhängen ebenso wie die Cordelia in König Lear.
Andere Vorlagen, die wahrscheinlich Shakespeares Gestaltung des King Lear beeinflusst haben, sind A Mirror for Magistrates (1574) von John Higgins, The Malcontent (1604) von John Marston, The London Prodigal (1605) sowie Montaignes Essays, die 1603 von John Florio ins Englische übersetzt wurden; weitere Quellen könnten An Historical Description of the Iland of Britaine von William Harrison, Remaines Concerning Britaine von William Camden (1606) und Albion’s England von William Warner (1589) sein.
In den Passagen von Edgar bzw. Poor Tom lassen sich darüber hinaus textkritisch verschiedene Entlehnungen aus A Declaration of Egregious Popish Impostures von Samuel Harsnett (1603) nachweisen, beispielsweise in der Aufzählung der Teufelsnamen.
Für das elisabethanische Publikum galt die Reichsteilung durch König Lear möglicherweise zugleich als Sinnbild für das konfessionell zutiefst gespaltene England unter Elisabeth I. Zu Beginn ihrer Regierungszeit waren die Katholiken in der Mehrheit, am Ende jedoch eine verfolgte Minderheit. Bis zur Flucht Mary Stuarts nach England 1567 und ihrer Hinrichtung im Jahr darauf gab es nach verbreiteter katholischer Auffassung zwei Königinnen in England; die Vorstellung einer eventuellen französischen Invasion gehörte ebenso zu den Horrorszenarien der elisabethanischen Regierung.
Zudem beruhte die Staatsmacht der Tudors auf dem feudalen Grundsatz der Unterordnung und starren Folgsamkeit (custom) in einer streng hierarchischen Ordnung, die zur Shakespeare-Zeit mit den aufkommenden Naturwissenschaften und dem beginnenden Kapitalismus bereits brüchig wurde. Der mittelalterlichen Weltsicht, wie sie etwa von dem Theologen und Philosophen Richard Hooker (1554–1600) in seinem Werk Of the Laws of Ecclesiastical Politiie vertreten wurde, stand die neue Sichtweise von Thomas Hobbes gegenüber, dessen Leviathan (1651) zwar erst Jahrzehnte später erschien, dessen Ideen jedoch im jakobäischen Theater bereits erörtert wurden.
So repräsentieren Lear, Kent und Gloucester das sich auflösende Feudalsystem, während Edmund, Goneril und Regan die neu entstehende Welt verkörpern. Darüber hinaus finden sich in Lears Gebet „für die armen nackten Kreaturen“ (III.4.28-36) und der in eine ähnliche Richtung weisenden Äußerung von Gloucester „So sollte gerechte Verteilung Maßlosigkeit verhindern, und jeder genug haben“ (IV.1.72-73) Parallelen zu dem christlich-kommunistischen Gedankengut der Wiedertäufer, das zur Entstehungszeit von King Lear auch in England allgemein bekannt war und von James I als gefährlich eingestuft wurde.

## Datierung
Der genaue Zeitpunkt der Fertigstellung einer ersten Textfassung des Werkes durch Shakespeare selbst ist nicht überliefert; die Entstehung des Dramas kann jedoch mit sehr hoher Sicherheit auf den Zeitraum zwischen Frühjahr 1603 und Weihnachten 1606 eingegrenzt werden.
Die frühestmögliche Entstehungszeit des Werkes (sogenannter terminus post quem oder terminus a quo) ergibt sich aus den zahlreichen eindeutigen Übernahmen und Entlehnungen in Edgars alias Poor Toms Text aus Samuel Harsnetts kritischer Abhandlung A Declaration of Egregious Popish Impostures über öffentliche Teufels- und Dämonenaustreibungen katholischer Priester in den 1580er Jahren, die am 16. März 1603 im Stationers’ Register eingetragen und im gleichen Jahr erstmals gedruckt wurde.
Als spätestmöglicher Zeitpunkt der Abfassung von “King Lear” (sogenannter terminus ante quem) ist auf dem Titelblatt des ersten Quarto-Drucks von 1608 eine vorherige Hofaufführung des Stückes verzeichnet, die am 26. Dezember 1606 stattgefunden haben muss: As it was played before the Kings Maiestie at Whitehall / upon S. Stephans night in Christmas Hollidayes. / By his Maiesties seruants playing vsually at the Gloabe / on the Bancke-side. Obwohl die erste Quarto-Ausgabe 1608 erschien, steht fest, dass es sich bei dem Hinweis auf die Hofaufführung um eine Aufführung Weihnachten 1606, und nicht 1607, handelt, da bereits in dem Eintrag der Druckrechte des Werkes im Stationers’ Register am 26. November 1607 in ähnlicher Form auf diese Aufführung bei Hofe Bezug genommen wird: Mr William Shakespeare his historye of Kynge Lear as yt was played before the kings maiestie at Whitehall yppon St Stephans night at Christmas Last by his maiesties servantes playing usually at the globe on the Banksyde.
Aufgrund verschiedener, allerdings nicht völlig zweifelsfreier Textindizien wie etwa einzelner Parallelen oder Ähnlichkeiten im Wortlaut mit dem 1605 anonym im Druck erschienenen älteren Stück The True Chronicle History of King Leir oder mutmaßlicher Bezüge auf die Mondfinsternis im September 1605 und die Sonnenfinsternis im Oktober 1605 in Gloucesters Anspielung auf „these late eclipses in the sun and the moon” (I.ii,100) wird in der gegenwärtigen Diskussion überwiegend von einer Werkentstehung um 1605 ausgegangen; eine noch spätere Datierung auf 1606 würde bedeuten, dass Shakespeare nahezu zeitgleich an Macbeth gearbeitet haben müsste, dessen Entstehung ebenfalls um 1606 angenommen wird.

## Textgeschichte
Die Textüberlieferung von King Lear ist äußerst verwickelt und konfrontiert die Herausgeber heutiger Ausgaben mit Problemen, die nahezu unlösbar sind, da der Text des Werkes in zwei Fassungen vorliegt, die an zentralen Stellen erhebliche Unterschiede aufweisen.

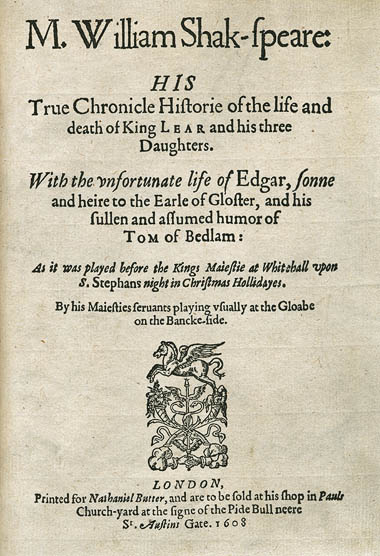
Titelseite der ersten Quarto aus dem Jahre 1608

Die erste Druckausgabe von King Lear erschien 1608 als Quartoausgabe (Q1) unter dem Titel M. William Shak-speare: HIS True Chronicle Historie of the life and death of King LEAR and his three Daughthers. Der Text wurde vor der Drucklegung ordnungsgemäß am 26. November 1607 im Stationers’ Register mit den Druckrechten für die Verleger und Buchhändler John Busby und Nathaniel Butter als A booke called Mr William Shakespeare his historye of Kinge Lear eingetragen; mit dem anschließenden Druck, der aller Wahrscheinlichkeit nach zwischen Anfang Dezember 1607 und Mitte Januar 1608 erfolgte, wurde der zum damaligen Zeitpunkt noch neue Drucker Nikolas Okes beauftragt, der keine vorherigen Erfahrungen im Buchdruck besaß.
Obwohl dieser Erstdruck offensichtlich autorisiert war, ist die Druckqualität jedoch außerordentlich schlecht und der Text in einer Weise fehlerhaft oder korrupt, wie dies ansonsten nur bei den bad quartos der Fall ist, bei denen ein Text unrechtmäßig aus dem Gedächtnis von Schauspielern oder Zuschauern rekonstruiert wurde. An Hunderten von Stellen ergibt der Text keinen Sinn oder ist metrisch, semantisch oder stilistisch irregulär; Sprechpassagen werden falsch zugeordnet, häufig fehlt eine Interpunktion oder Verspassagen werden als Prosatext gedruckt und umgekehrt. Zudem existieren die zwölf erhalten gebliebenen Exemplare dieses Druckes in zehn unterschiedlichen Fassungen, da die Korrektur der Druckfahnen offenbar zeitgleich mit dem eigentlichen Druck stattfand und korrigierte Abzüge zusammen mit unkorrigierten Blättern gebunden wurden.
Eine Reihe dieser Fehler entsprechen dabei durchaus einer für die bad quartos typischen Art, wie beispielsweise Gedächtnislücken, die zu Sprüngen führen oder durch Improvisation aufgefüllt wurden; ebenso finden sich darüber hinaus jedoch eine große Zahl von Lesefehlern, wie sie für Abschriften von Shakespeares schwer lesbaren Autographen charakteristisch sind. Weitere korrupte Stellen lassen auf Hörfehler schließen, die beim Diktieren entstanden sein könnten. Bis heute konnte nicht geklärt werden, wie diese erste Druckfassung mit ihren zahlreichen Entstellungen und offensichtlichen Veränderungen auf dem Weg vom ursprünglichen autographen Manuskript zum gedruckten Text zustande gekommen ist. In der bisherigen Diskussion gibt es zwar eine Reihe von Hypothesen (so beispielsweise die Annahme, dass zwei Personen bei der Erstellung der Druckvorlage beteiligt waren, von denen einer dem anderen aus einer unvollständigen Manuskriptabschrift oder einem sogenannten foul paper Shakespeares vorlas, wobei die Lücken dann aus dem Gedächtnis ergänzt wurden); alle bisherigen Erklärungsversuche sind jedoch weitgehend spekulativ und keinesfalls unwidersprochen oder überzeugend.
Eine zweite Quartoausgabe (Q2), die 1619 mit dem falschen Druckdatum von 1608 und der gefälschten Angabe Printed for Nathaniel Butter („Gedruckt für Nathaniel Butter“) auf der Titelseite erschien, stellt einen nicht autorisierten Raubdruck von William Jaggard für Thomas Pavier und dessen geplante Sammlung von 10 Quarto-Ausgaben der Werke Shakespeares (sogenanntes „False Folio“ oder auch „Pavier’s quarto“) dar. Es handelt sich dabei im Wesentlichen um einen Nachdruck von Q1 mit einigen Korrekturen, jedoch weiteren Fehlern und Entstellungen, der daher für die Textüberlieferung allenfalls am Rande von Bedeutung ist.

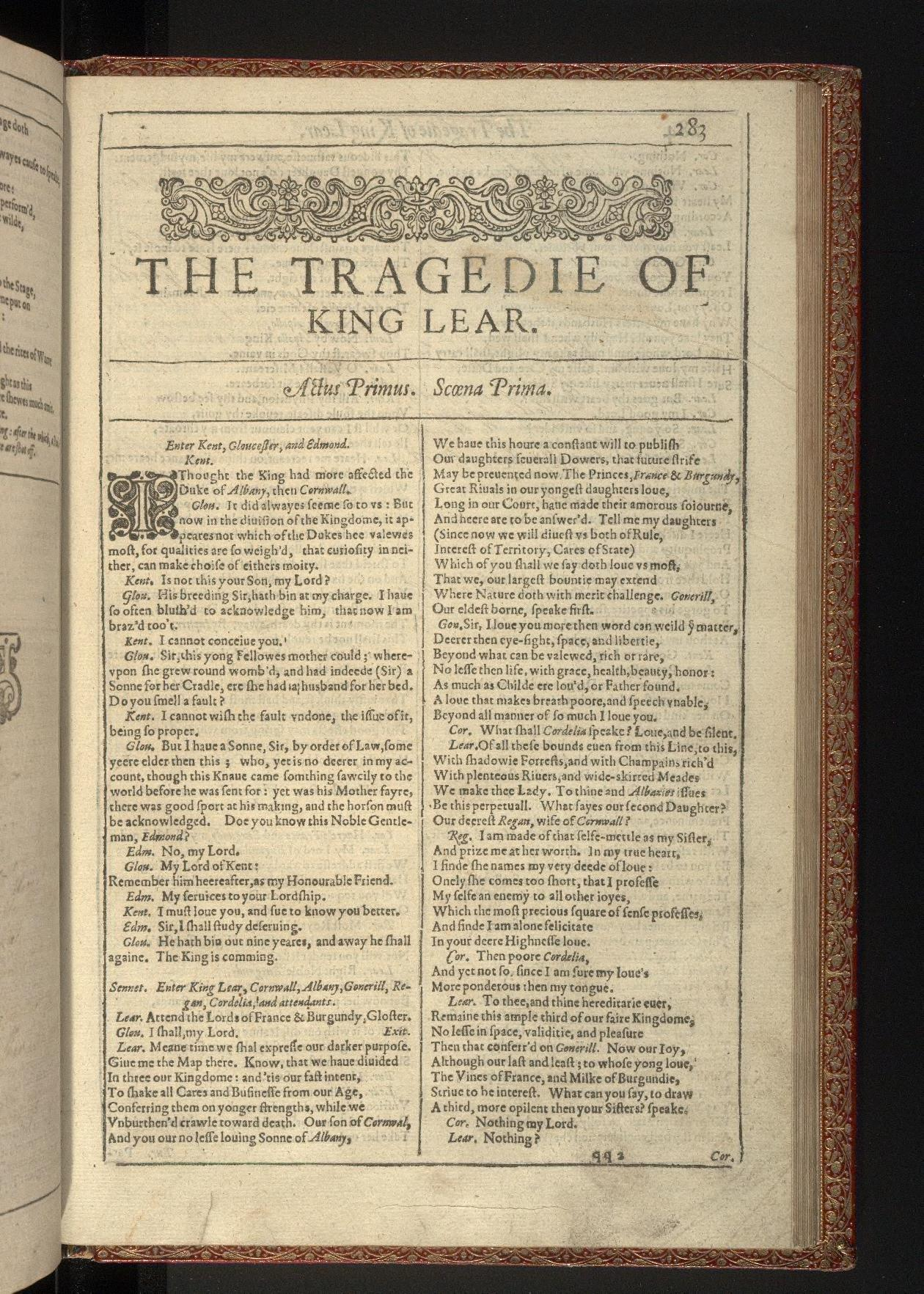
Erste Folio-Ausgabe von King Lear, 1623

Die nächste Druckausgabe des Textes von King Lear erschien in der Folioausgabe von 1623 (F1). Diese Fassung ist deutlich fehlerärmer als die der vorangegangenen Quartos. Umstritten ist in der gegenwärtigen Diskussion die Frage, ob die Vorlage für diesen Druck im Wesentlichen eines der Quartos, möglicherweise Q1, war, oder aber ein eigenständiges neues, für Theaterzwecke möglicherweise von Shakespeare selbst überarbeitetes Manuskript dem Foliodruck zugrunde lag. Sofern eines der Quartos die Vorlage für den Foliodruck lieferte, könnte die verbesserte Qualität durchaus auf Korrekturen des als Grundlage benutzten Q-Exemplars mit Hilfe einer zuverlässigen und originalnahen Handschrift zurückzuführen sein. Nicht völlig auszuschließen ist in diesem Zusammenhang jedoch die Möglichkeit, dass Shakespeare an unterschiedlichen Zeitpunkten zwei deutlich verschiedene Versionen des King Lear verfasst hat, die als jeweilige Druckvorlage genutzt wurden, wobei in der Folioausgabe zugleich zu Korrekturzwecken bei der Drucklegung wahrscheinlich die vorherigen Quartos herangezogen wurden.
Die Problematik für heutige Texteditionen besteht darin, dass der Foliotext nicht nur an Hunderten von Detailstellen in einzelnen Wörtern und Wendungen von der Quartofassung abweicht, sondern vielmehr substantielle Änderungen enthält, die in bedeutsamen längeren Passagen eine andere Version des Textes darstellen. So enthält der Foliotext einerseits mehr als 100 Zeilen, die nicht in der Q-Version auftauchen, während andererseits mehr als 300 Zeilen der Q-Version fehlen, die für heutige Textdeutungen zentral sind, wie vor allem die Belehrung des Narren durch Lear und die groteske imaginäre Gerichtsverhandlung Lears über seine Töchter. In der Folioausgabe ist durch verschiedene Hinzufügungen die Beziehung Lears zu dem Narren enger und zuneigungsvoller (z. B. II.ii326 und III.iv. 26). Auch die zusätzlichen echohaften Worte des Narren am Ende des dritten Aktes (III.vi.81-2) unterstreichen dessen enge Beziehung zu Lear; die Verkündung der Prophezeiung Merlins durch den Narren hebt zudem die universelle schicksalhafte menschliche Bedeutung der Entwicklung Lears hervor, als dieser sich vor dem Urteil der „großen Götter“ abschirmen möchte und an seinem Verstand zu zweifeln beginnt ((III.ii.49-60, 67). Ebenso wird die Motivation Lears für die Reichsteilung am Anfang des Dramas in der Folioversion deutlicher herausgestellt, da Lear hier die Abgabe der Macht mit seinem hohen Alter und nahendem Tod in Verbindung bringt und Streitigkeiten um sein späteres Erbe vermeiden möchte. Darüber hinaus wird die Beziehung Lears zu Cordelia in der Folioversion an zahlreichen Stellen dramatisch intensiver zum Ausdruck gebracht. Zudem nimmt Albany am Ende des Dramas eine mächtigere Stellung ein; Cordelia hat anscheinend selbst die Befehlsgewalt über die französischen Streitkräfte und nimmt gegenüber der stärker sentimentalisierten Fassung in der Quarto-Ausgabe insgesamt eine aktivere Rolle ein. Darüber hinaus lässt das Ende der Folioversion eine Lesart zu, nach der Lear in dem hoffnungsvollen Glauben stirbt, Cordelia sei noch als seine legitime Nachfolgerin am Leben.
Im Hinblick auf die Straffung des Textes in der Folio-Version könnte der Wegfall der auf der Bühne nur schwer spielbaren imaginären Gerichtsszene (III.vi.17-55) einer Revision des Quarto-Textes entweder durch Shakespeare selbst oder durch dritte Hand aus theaterpraktischen Gründen geschuldet sein. Möglicherweise sollte so auch eine überlange Aufführungszeit vermieden werden. Zudem fehlen im Folio-Text die verschiedenen Hinweise aus der Quarto-Version auf eine bevorstehende französische Invasion; der gestraffte dramatische Handlungsverlauf in der Folio-Fassung deutet eher auf eine Rebellion und einen Bürgerkrieg.
Weitere Textkürzungen in der Folio-Version betreffen die Rollen von Edgar und Kent, welche an mehreren Stellen die dramatische Intensität des emotionsgeladenen Leidensdruckes in den parallelen Handlungssträngen für das Publikum mildern. In der Folio-Fassung liegt der Akzent gegenüber dem Quarto-Text stärker auf den Handlungen von Edgar, Kent und auch Albany, als auf ihren emotionalen Äußerungen. Kents Rolle wird dabei gleichfalls zugunsten der von Edgar zurückgedrängt.
Für heutige Editionen des Lear stellt sich auf diesem Hintergrund die Problematik, welche Textfassung für die Ausgabe maßgeblich ist. Frühere Herausgeber gingen lange Zeit einheitlich davon aus, dass es von jedem Shakespeare-Stück nur eine authentische (Ur-)Fassung geben könne, Shakespeares eigentliches autographes Manuskript sozusagen, die es in der jeweiligen Edition zu rekonstruieren gelte. Nach dieser Vorstellung gehören alle Passagen, die in einer der frühen Druckfassungen erschienen, zum authentischen Text Shakespeares; ihr Fehlen in der jeweils anderen Ausgabe wurde daher als Fehler in der Textüberlieferung betrachtet. Mit Alexander Popes Ausgabe von 1723 begann die Tradition der konflationierten Editionen, in denen nach einer vergleichenden kritischen Analyse der Textbestand von Quarto- und Folioausgabe kombiniert wurde. Erst in den 1980er Jahren vollzog sich ein Paradigmenwechsel: Im Zuge der stärkeren Betonung der Shakespeareschen Dramen als Theatertexte gingen verschiedene neuere Herausgeber von der Annahme aus, dass Werke wie King Lear vom Verfasser nicht ein für alle Mal festgeschrieben wurden, sondern während der Theateraufführungen einem Veränderungs- und Anpassungsprozess unterlagen, an dem Shakespeare als Autor maßgeblich mitwirkte. Aus dieser Sicht repräsentieren Q1 und F1 zwei unterschiedliche Textfassungen, die beide jeweils als authentische und eigenständige Versionen angesehen werden.
Die Herausgeber der neuen Oxford-Ausgabe, Stanley Wells und Gary Taylor, haben daraus die für die gesamte neuere Editionspraxis wichtige Konsequenz gezogen, zwei Lear-Dramen herauszugeben: The History of King Lear: The Quarto Text und The Tragedy of King Lear: The Folio Text. Auch in der Norton-Ausgabe von Shakespeare’s Complete Works wurden 1986 ebenso wie in der Oxford-Gesamtausgabe zwei getrennte Fassungen des Lear abgedruckt. Gleichermaßen veröffentlichten die Herausgeber der Cambridge-Ausgabe 1992 zwei verschiedene Bände des King Lear. Die jüngste Arden-Ausgabe von Reginald A. Foakes bietet demgegenüber eine synoptische Edition, die im Allgemeinen die Folio-Version bevorzugt, zugleich jedoch die Quarto-Fassung integriert. Die unterschiedlichen Q- und F-Stellen werden dabei jeweils durch den hochgestellten Buchstaben Q oder F gekennzeichnet.

## Kritik und ausgewählte Interpretationen
Während in früheren Jahrhunderten die besonderen Qualitäten des Werkes weitgehend ungewürdigt blieben und das Stück in der Kritik kaum so akzeptiert wurde, wie es verfasst worden war, wird King Lear seit dem 20. Jahrhundert nahezu ausnahmslos zu den bedeutendsten der Shakespeaere-Dramen gezählt, wenn nicht sogar als das größte Shakespeare-Stück betrachtet.
Die Zahl der Lear-Deutungen ist seitdem unüberschaubar geworden, da die einzelnen Interpretationsansätze kaum aufeinander Bezug nehmen und es in den unterschiedlichen Ausdeutungen zumeist keinen literaturwissenschaftlichen Diskurs im eigentlichen Sinne gibt.
Ohne Anspruch auf Vollständigkeit lassen sich in der neueren Deutungsgeschichte jedoch exemplarisch unterschiedliche Schwerpunkte und Ausrichtungen erkennen.

### Charakterdeutung der Figuren
Zu den einflussreichsten Lear-Deutungen am Anfang des 20. Jahrhunderts gehört der Interpretationsansatz von A. C. Bradley in seinem 1904 erstmals veröffentlichten Werk Shakespearean Tragedy.
Bradley hält King Lear zwar für Shakespeares größte Leistung („greatest achievement“), nicht jedoch für sein bestes Stück („not his best play“). Für Bradley ist diese Tragödie Shakespeares für eine Bühnenaufführung zu riesig („too huge“) und in ihrem strukturellem Aufbau und der Handlungsführung nicht immer dramatisch wirkungsvoll („not wholly dramatic“). Die wesentlichen strukturellen Schwächen des Stückes als Bühnenwerk sind laut Bradley vor allem auf die Doppel- oder Parallelhandlung um Gloucester zurückzuführen, die zu einer zu großen Anzahl von Figuren in der Bühnengesellschaft und einer Unübersichtlichkeit der Handlung führen. Außerdem kritisiert Bradley den wenig glaubhaften, zu knappen Zeitverlauf der Handlung, die nicht immer überzeugende oder glaubwürdige Handlungsmotivation, die vage Topographie des Dramas und die mitunter zu fremdartige, dunkle und düstere Stimmung.
Die Welt oder der Kosmos Lears kann nach Bradley seine eigentliche Wirkung insbesondere im Hinblick auf die Emotionen der dramatischen Charaktere nur als Lektüredrama in der Imagination des Lesers voll entfalten. So stellt Bradley die Charakterdeutung der shakespeareschen Figuren in den Mittelpunkt seiner Interpretation des Stückes.
Lear, der zum Opfer großer Undankbarkeit wird, zeichnet Bradley als außergewöhnlich vertrauensselig, großherzig, ungestüm und leidenschaftlich („exceptionally unsuspicious, soft-hearted and vehement“), wenngleich auch vorschnell („rash“) und egoistisch („selfish“) in der Reichsteilungsszene sowie cholerisch („choleric by temperament“) wie kein anderer Charakter Shakespeares. In seiner tiefen Verzweiflung („despair“), seinem Schmerz („tormented soul“) und seiner Läuterung („purification“) gewinne er jedoch universelle tragische Größe.
Gloucesters Suizidversuch auf den vermeintlichen Felsen von Dover wirkt für Bradley in der Imagination keinesfalls, wie andere zeitgenössische Interpreten dies sahen, grotesk, sondern entfaltet sich derartig tief in der Vorstellung des Rezipienten, das die Absurdität der Szene überhaupt nicht auffalle. Die offensichtliche Ungerechtigkeit des Todes von Cordelia stellt Bradley ebenso in einen virtuellen Imaginationsraum, der die Schönheit ihrer Seele zum Ausdruck bringe.
Die ungewöhnlich zahlreichen Tiermetaphern im Lear werden von Bradley in einer langen Liste eingehend dargestellt und in der Regel als metaphorischer Vergleich für die Charakterisierung der verschiedenen Dramenfiguren ausgedeutet.
Überwiegend behandelt Bradley allerdings die dramatischen Kunstfiguren der Bühnengesellschaft „als wären sie Individuen, als lebten sie auch außerhalb ihrer theatralischen Existenz“.
Demgegenüber deutet Levin Schücking 1919 als einer der ersten soziologisch orientierten Kulturkritiker Shakespeares Anlage und Charakterisierung seiner Figuren im King Lear mit wesentlich größerer Distanz als Bradley. Zwar moniert auch er „künstlerische  Schwächen“, die er vor allem im Widerspruch zwischen Handlung und „seelenkundlicher“ Glaubhaftigkeit begründet sieht, erklärt diese Unstimmigkeit jedoch durch die Erfordernisse der Bühnenwirksamkeit. Bradleys Psychologisierungen sind für ihn zu subtil und textfern; er vergleicht Lear als Hauptfigur stattdessen mit literarischen Parallelen, die dessen Einmaligkeit relativieren sollen.
In ähnlicher Form kritisiert auch Elmer Edgar Stoll 1934 Bradleys Charakterstudien im König Lear. Bradley vernachlässige in seinen Charakterdeutungen die strukturellen Notwendigkeiten der dramaturgischen Gestaltung und Lenkung; wie für Schücking hat auch für Stoll hier die theatralische Wirksamkeit Priorität. So bedarf es laut Stoll keiner spekulativen Mutmaßung über die Gründe für Lears Wutausbruch, die alles Folgende auslöst; auch Gloucester sei nicht zwingend ein Dummkopf, da es im Drama bei einer Verleumdung dazu gehöre, dass diese gelinge. Ebenso wendet sich Stoll gegen Bradleys „transzendierende Verklärung“ des Todes von Cordelia, die in der Vorstellung des Lesers stattfinden soll.

### Groteskes Lear-Universum und Naturbildlichkeit
Im Gegensatz zu Bradley betrachtet G. Wilson Knight in seinem Werk The Wheel of Fire, das die werkimmanente Shakespeaere-Deutungspraxis vor allem in der frühen Mitte des 20. Jahrhunderts maßgeblich mit prägte, die Nebenhandlung um Gloucester und Edgar als „meisterhafte Kunstfertigkeit“ Shakespeares („masterful artistry“, S. 195). Sie trägt für Knight vor allem dazu bei, die groteske, inkongruente und fantastisch-schreckliche Kernthematik und Vision des Dramas, die sich in Lears Seelenqualen und seinem Leiden  äußert, zu vertiefen und zu verstehen („understand that vision of the grotesque, the incongruous, the fantastically-horrible, which is the agony of Lear’s mind“, S. 195).
Knight zeichnet in seinem Deutungsansatz ein „Lear-Universum“, dessen universelle, zeitlose Bedeutung sich in der  „vollkommenen Verschmelzung von psychologischem Realismus mit den gewagten Fluchten einer fantastischen Imaginationskraft“ zeigt, die letztlich in Lears Wahnsinn gipfelt und seinen nachfolgenden Erkenntnis- und Läuterungsprozess auslöst. Dieser spezifische Dualismus des Stückes, der in mannigfaltiger Form zum Tragen kommt, bildet für Knight die Grundlage des Stückes und macht dessen dramatischen Kern aus: Zahlreiche Unvereinbarkeiten und Inkongruenzen, so etwa die Verbindung von Lears königlicher Würde, seiner titanischen Größe und grenzenlosen Leidenschaftlichkeit einerseits mit seiner nahezu närrischen Kindlichkeit und seinem völligen Unverständnis für seine Töchter andererseits, werden  Knight zufolge in einer dramatischen Form zusammengefügt, die mitunter an der Grenze zwischen tiefer, mitleidserregender Tragödie und lächerlich-grotesker Komödie pendelt.
Die grundlegende Thematik des Stückes ist Knight zufolge die Beziehung der Menschheit zum Universum; die Aufteilung der Bühnengesellschaft in „gute“ und „böse“ Charaktere ist für ihn insofern die zwangsläufige Auswirkung einer komplexen und tragischen, jedoch ausgewogenen, unversalisierten Vision der Entwicklung des menschlichen Handelns in der Welt sowie der Problematik des menschlichen Leidens und der menschlichen Unvollkommenheit („...tragic vision of humanity, in its complexity, its interplay of purpose, its travailing evolution ... Therefore the clear demarcation of half the persons into fairly ‘good’, and half into fairly ‘bad’ ... is an inevitable effect of a balanced, universalized vision of mankind’s activities on earth ... works out before us the problems of human suffering and human imperfection“).
Die ländlichen Szenerien im King Lear mit ihrer Tier- und Pflanzenwelt vergleicht Knight mit den unidealisierten, ‘naturalistischen’ Landschaften in Thomas Hardys Romanwerk; wie bei Hardy und auch im Buch Hiob wachsen ihm zufolge die dramatischen Figuren im Lear an ihrem unermesslichen Leiden, das sie wie in einem Fegefeuer durchzustehen haben („Mankind are working out a sort of purgatory“, S. 221). Die von Lear beklagte „Monströsität [sic] des Undanks“ ordnet Knights dem Animalischen zu; gleichermaßen symbolisieren die vielfältigen Tier- und Pflanzenbezüge die „menschheitsgeschichtlich regressiven, degenerierten Charakterzüge der ‘bösen’ Figuren Goneril, Regan, Cornwall und Edmund“, die insoweit „tierisch“ sind, als ihnen die Fähigkeit zur Liebe fehlt.
Lear selber zeigt nach Knights Deutung von Anfang an archaische Züge und sucht nach seinem Zusammentreffen mit Edgar in dessen verkleideter Gestalt als als Poor Tom eine neue Primitivität oder Ursprünglichkeit, die ebenfalls in der Welt der tierischen Existenzformen angesiedelt ist und Lear letztlich in den Wahnsinn treibt.
Auch die renommierte Shakespeare-Wissenschaftlerin Caroline F. E. Spurgeon analysiert in ihrer erstmals 1930 veröffentlichten Arbeit zu Shakespeares Bildlichkeit die aus ihrer Sicht zentrale Tiermetaphorik im King Lear. Diese spiegelt Spurgeons Deutung zufolge das völlige Durcheinander der Gefühlswelt und schafft oder intensiviert in Verbindung mit den Bildern äußerst grausamer Verletzungen eine beispiellose Atmosphäre von brutaler Gewalttätigkeit und qualvollem körperlichen Schmerz, die das Stück bis zum Ende durchzieht („create and increase an unparalleled atmosphere of rapine, cruelty and bodily pain ... The sensese of bodily torture continues to the end“). Die zahlreichen in dem Drama angesprochenen Tiere, die am Menschen nagen, ihn stechen, anbellen und beißen, verstärken nicht nur überdeutlich das Gefühl des Schreckens, sondern schüren auch die Angst vor einem Rückfall der Menschheit in die Bestialität („... the feeling they give us that ‘humanity’ is ‘reeling back into the beast’ ...  very dinstinctly augment the sense of horror and bodily pain ...“).
Eine umfassende Untersuchung der Bildlichkeit im King Lear veröffentlichte in der Nachfolge Spurgeons 1948 Robert B. Heilmann. In This Great Stage stellt er nicht nur die Vielfalt der leitmotivisch verwendeten Bilder heraus, sondern analysiert gleichermaßen die auf die Sinne bezogenen Bilder, etwa die metaphorischen Verweise auf den Geruchssinn und das Sehen. Vor allem die Metaphorik des Sehsinns ist für Heilmann im King Lear mit all ihren Paradoxien eng verknüpft mit der menschlichen Sinnlichkeit und Sexualität, die wiederum thematisch mit der Tiermetaphorik verflochten ist, um die Regression ins Bestialische zum Ausdruck zu bringen, da ungezügelte Lust den Menschen zum Tier mache.
Während Heilmanns weit verzweigte Analyse auf der methodischen Grundlage des New Criticism allerdings die dramatische Funktion der Metaphorik in Shakespeares Werk weitgehend ausblendet, stellt Wolfgang Clemen in seiner erstmals 1951 erschienenen Studie  The Development of Shakespeare’s Imagery dagegen vor allem die Integration der Bilder in die dramatische Struktur und die Abfolge der Ereignisse im King Lear heraus.
So sieht Clemen die steigende Anzahl von Bildern vor allem im Zusammenhang mit den Sturmszenen als funktionales dramatisches Mittel, um den Gedanken und Empfindungen sowie dem zunehmenden inneren Drama der Figuren eine äußere Sprachgestalt zu geben, die zugleich eine entpersonalisierte, allgemeine Wirkung hat und Shakespeares Drama damit eine neue Dimension verleiht: Zum Ausdruck kommt derart nicht mehr allein die Qual eines einzelnen enttäuschten Königs, sondern das Leiden der Menschheit überhaupt.

### Naturwelt, Mensch und Gesellschaft
In der Fülle der rein textimmanent ausgerichteten Interpretationen der Charaktere und Metaphorik des Stückes bleiben nicht nur die Handlung und Aufführungspraxis, sondern ebenso die historischen, ideengeschichtlichen und soziologischen Bedeutungsdimensionen oder Einbettungen des Dramas weitgehend außer Betracht.
Im Gegensatz dazu stehen Deutungsansätze, die das Drama und dessen Aussagen auf dem Hintergrund seiner Entstehungsgeschichte im Kontext gesellschaftlicher Entwicklungen zu begreifen versuchen.

## Aufführungsgeschichte
Wie bei kaum einem anderen Stück Shakespeares verläuft die Rezeptionsgeschichte des Werkes in der Aufführungspraxis auf der Bühne einerseits und der auf reiner Lektüre beruhenden kritischen Aneignung des Werkes andererseits auf völlig unterschiedlichen Wegen, da das Drama lange Zeit für das Theaterpublikum als unzumutbar galt.
Die früheste belegte Aufführung des Dramas am 26. Dezember 1608 durch die King’s Men in Whitehall vor König James I. wird, wie oben dargestellt, durch die Angaben auf der Titelseite des ersten Quarto-Drucks dokumentiert; wahrscheinlich wurde das Stück jedoch bereits zuvor im Globe Theatre gespielt. Eine weitere frühe Aufführung noch zu Lebzeiten Shakespeares ist um Weihnachten 1609 oder zu Lichtmess 1610 in Nidderdale in Yorkshire durch überlieferte Dokumente bezeugt.

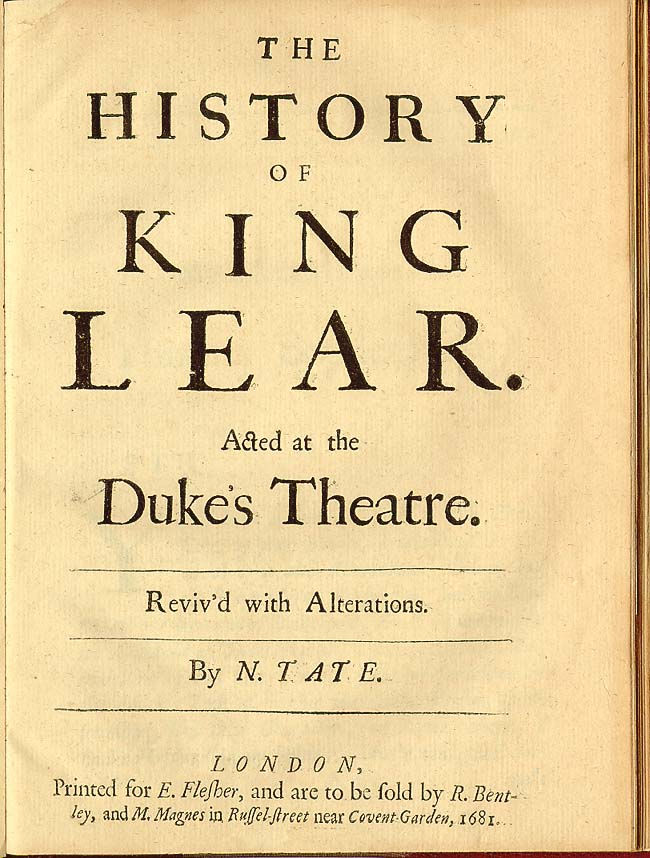
Faksimile der Adaption der Shakespeareschen Tragödie von Nahum Tate aus dem Jahre 1681

Die weitere Aufführungsgeschichte des Werkes bis zur Schließung der Theater durch das puritanische Parlament 1642 ist nicht überliefert; mitunter wird aus heutiger Sicht allerdings die Vermutung geäußert, das Stück habe nach seiner Erstaufführung um 1605 möglicherweise aufgrund seiner Grausamkeiten und düsteren Momente beim zeitgenössischen Theaterpublikum weniger Anklang gefunden als etwa Hamlet oder Othello.
Nach der Wiederöffnung der Theater 1660 war das Werk zwar im Repertoire der Duke’s Company in Lincoln’s Inn Fields von 1662 bis 1665 verzeichnet, scheint aber keinen nachhaltigen Eindruck beim Publikum hinterlassen zu haben, da es an keinen sonstigen Stellen erwähnt wird.
Seit dem Ende der Restaurationszeit war King Lear dann auf englischen Bühnen im 17. und 18. Jahrhundert einzig in einer Fassung von Nahum Tate aus dem Jahre 1681 zu sehen, in der er das Drama der neoklassizistischen Ästhetik seiner Zeit entsprechend radikal umgeschrieben und mit einem glücklichen Ende versehen hatte. Tate strich die Figur des Narren und machte aus Cordelia und Edgar ein Liebespaar. In seiner theatergeschichtlich wohl bedeutsamsten Adaption endet das Stück mit der Wiederherstellung einer gerechten Ordnung; Cordelia und Edgar übernehmen die Herrschaft über das Königreich, während Gloucester, Lear und Kent sich auf ihr Altenteil zurückziehen. Tates Bearbeitung des Dramas blieb über 150 Jahre lang im englischsprachigen Theater erfolgreich; auch in bekannten amerikanischen Aufführungen des King Lear wurde seit der Erstvorstellung 1754 bis zum Jahre 1875 nur diese Version gespielt. Der Erfolg dieser Adaption gründete sich vor allem darauf, dass es Tate gelungen war, die Shakespearesche Tragödie nicht nur dem Zeitgeschmack des Theaterpublikums der Restaurationsperiode anzupassen, sondern ebenso die obersten ästhetischen Regulative des Neoklassizismus konsequent auf den Handlungsaufbau, die Charakterkonstellationen und die sprachliche Gestaltung des Stückes in den Versen umzusetzen. Durch die Milderung des tragischen Leidens von Lear verlor seine Figur jedoch an tragischer Größe; Edmund, der in Shakespeares Original noch den Charakter des machiavellischen Schurken (villain) verkörperte, wurde von Tate dagegen zum „restoration hero“ emporgehoben.
Auf deutsche Bühnen kam Shakespeares Drama schon relativ kurze Zeit nach seiner Erstaufführung durch wandernde englische Komödianten, die das Werk in stark bearbeiteter Form darboten. So enthält beispielsweise das Verzeichnis der Dramen, die in Dresden 1626 bei Hof von einer Truppe unter der Leitung von John Green aufgeführt wurden, einen Eintrag unter dem 26. September über eine Tragoedia von Lear, König von Englandt. Ebenfalls in Dresden wurde 1660 eine Tragicomoedia von Lear und seinen zwei [!] Töchtern zur Aufführung gebracht. 1665 wurde in Augsburg ein Verbot von Theateraufführungen ausgesprochen; in dem Repertoire der betroffenen Bühne ist auch eine Comedia von König Lier auß Engelant gelistet. Die verwendeten Gattungsbezeichnungen lassen, wenngleich nicht mit vollständiger Sicherheit, auf eine Richtung der Umarbeitung der Shakespeareschen Vorlage schließen. Ein Hinweis auf eine moralisierende Umgestaltung und Deutung des Originals ist zudem in Werkbeschreibung aus der Lüneburger Spielliste des Michael Daniel Treu von 1666 zu erkennen: «Von dem Könnich aus Engelandt […], worin die ungehorsamkeit gegen ihre Elder wird gestraffet, die Gehorsamkeit aber belohnet». Aus dem 17. Jahrhundert ist daneben im deutschsprachigen Raum eine weitere Aufführung des Werkes am 22. Juli 1676 in Dresden belegt; darüber hinaus ist das Stück ebenso in einem Verzeichnis aufgeführter englischer Komödien in Weimar um 1710 enthalten.
Wie in England galt die Originalfassung des Werkes in der deutschen Theaterpraxis auch im 18. Jahrhundert für das Publikum weiterhin als unzumutbar. In der erfolgreichen Fassung des Lear von Friedrich Ludwig Schröder aus dem Jahre 1778, die noch bis weit in das 19. Jahrhundert gespielt wurde, wurde Shakespeares Text an die klassizistischen Regeln sowie die sentimentalen Bedürfnisse des Publikums angepasst und das Ende gleichermaßen umgeschrieben. Die dramaturgischen Umgestaltungen fielen allerdings weniger drastisch aus als bei Tate auf der englischen Bühne. Lear stirbt in dieser Bearbeitung nach einem Herzanfall, ausgelöst durch die falsche Annahme, Cordelia sei gestorben. Diese bleibt aus Rücksicht auf das Publikum am Leben und trauert in der Schlussszene dann um ihren toten Vater. Stärkere Eingriffe in den Text nahm Johann Christian Bock in seiner Inszenierung des Lear von 1779 vor, die in Kenntnis der Textversion von Nahum Tate entstand und ähnlich erfolgreich wie Schröders Fassung war, diese sogar teilweise auf der deutschen Bühne verdrängte. Ein glückliches Ende zeigte im deutschsprachigen Raum auch die ansonsten vergleichsweise werkgetreue Aufführung des Wiener Burgtheaters aus dem Jahr 1822 in einer Fassung von Joseph Schreyvogel; Cordelia wird hier auf wundersame Weise wieder zum Leben erweckt; der Vorhang fällt nach einer zusätzlichen Szene, in der Cordelia mit ihrem Vater vereint ist. Im Gegensatz zu Schröder und Bock, die in ihren Bearbeitungen auf die Prosa-Übersetzung von Wieland-Eschenburg zurückgriffen, basierte der Aufführungstext von Schreyvogel auf der 1806 erschienenen Lear-Übertragung von Johann Heinrich Voß, die entsprechend den Forderungen der Romantiker bemüht war, dem shakespeareschen Original nachzueifern und dessen bildgesättigte Sprache so weit wie möglich nachzubilden.
Kritik an solchen Werkveränderungen und Umgestaltungen des tragischen Endes wurde anfangs vor allem in intellektuellen Kreisen geäußert. So kritisierte Charles Lamb 1811 in seinem Essay On the Tragedies of Shakespeare die Absurdität eines glücklichen Ausgangs. Zugleich betonte er indes, dass Shakespeares Lear eher zum Lesen als zur Aufführung geeignet sei, weil nur das Lesen es ermögliche, sich vollständig in Lear hineinzuversetzen. 1817 betrachtete William Hazlitt King Lear in seinen Characters of Shakespear’s Plays als das gelungenste Drama Shakespeares. Andere Kritiker der Romantik wie Coleridge, Keats, Shelley oder Schlegel rühmten gleichermaßen Shakespeares King Lear, der auch für sie nur in der Originalversion Geltung hatte; Tates Bearbeitung mit ihrem glücklichen Ausgang lehnten sie verächtlich ab. Dabei sahen sie Shakespeares Werk allerdings in erster Linie als Poesie: Ihrer Auffassung nach konnte der Text nur in der Imagination des Lesers lebendig werden und war im grob-sinnlichen Spiel auf der Bühne nicht angemessen darstellbar.
In der Aufführungspraxis folgte allmählich eine eher vorsichtige Rückkehr zu der (zunächst gekürzten) Originalfassung. Im Februar 1823 spielte Edmund Kean als Lear wieder das tragische Ende, und im Januar 1838 wurde mit William Charles Macready der komplette Shakespeare-Text im Covent Garden Theatre (London) erneut aufgeführt.
Im 19. und 20. Jahrhundert folgten zahlreiche weitere Aufführungen. Obwohl das Stück zumeist als nur schwer auf der Bühne realisierbar galt, stand es im Repertoire der Theater immer wieder an prominenter Stelle. Ein Großteil der jüngeren Inszenierungen in der zweiten Hälfte des 20. Jahrhunderts wurde dabei maßgeblich durch die Shakespeare-Deutung Jan Kotts beeinflusst. Wegweisend für diese neue Form der Darbietung des King Lear als eines Endspiels nach dem Modell des modernen absurden Theaters war vor allem die Inszenierung von Peter Brook 1962 in Stratford, in der er radikal mit der Tradition einer christlich-humanistischen Interpretation der Tragödie brach. Brooks Aufführung, die weltweit gespielt wurde und nachhaltig eine ganze Generation von Regisseuren beeinflusste, zeigte Lear voller Hoffnungslosigkeit und Verzweiflung in einem zugleich grausamen und sinnlosen Universum, das für ihn keinerlei Läuterung und Erlösung mehr bietet. Berühmtheit erlangte im deutschsprachigen Raum auch Peter Zadeks Inszenierung des Shakespeareschen Lear 1974 in Bochum mit ihrer Betonung des Absurden bis ins Bizarr-Groteske. Die Aufführung der Royal Shakespeare Company 1982 unter der Regie von Adrian Noble stand ebenso stark unter dem Einfluss des absurden Theaters; zudem versuchte Noble das Stück zu aktualisieren, indem er Parallelen zum Falklandkrieg zog.
Auf dem Hintergrund feministisch ausgerichteter Analysen oder Neudeutungen stand in der jüngeren Bühnengeschichte des Werkes teilweise auch die Frage nach der Konstellation der Geschlechter und den Machtbeziehungen zwischen ihnen im Mittelpunkt des Interesses; hinterfragt wurde in diesem Zusammenhang ebenfalls die Polarisierung der weiblichen Figuren im King Lear. In einer international beachteten, hochstilisierten Inszenierung im Schauspielhaus in Frankfurt a. M. besetzte der amerikanische Regisseur Robert Wilson 1990 die Titelrolle des Lear mit einer Frau, der Schauspielerin Marianne Hoppe. Zuvor hatte bereits die britische Women‘s Theatre Group 1987 eine feministische Adaption des Stückes unter dem Titel Lear‘s Daughters auf die Bühne gebracht und darin die Geschichte von Goneril und Regan ins Zentrum gestellt.

## Adaptionen
Wie viele andere Shakespeare-Dramen wurde König Lear mehrmals verfilmt. Die älteste Verfilmung stammt aus dem Jahr 1909 von dem Filmpionier J. Stuart Blackton. 1953 spielte Orson Welles Lear in einem Fernsehfilm. Als eine der bedeutendsten Adaptionen gilt die Version des sowjetischen Regisseurs Grigori Kosinzew von 1969. Die Filmmusik schrieb Dmitri Schostakowitsch. 1971 spielte Paul Scofield König Lear in einer Verfilmung von Peter Brook, die wie seine Bühneninszenierung aus dem Jahre 1962 stark von der Shakespeare-Interpretation Jan Kotts geprägt war.
Zu Beginn des 20. Jahrhunderts versucht der britische Schriftsteller und Dramatiker Gordon Bottomley in seiner im Spätsommer 1913 vollendeten und im September 1915 uraufgeführten Tragödie King Lear’s Wife die Vorgeschichte der Shakespearesche Vorlage zu erhellen, um die Entwicklung der Protagonisten in Shakespeare Werk in ihrer gesamten Tragweite zu verdeutlichen. Bottomley nimmt dabei in seiner rückwärtsgewandten Bearbeitung des King Lear den Faden der verstorbenen Gattin Lears auf, die in Shakespeares Drama nur an einer einzigen Stelle (II,iv,130-133) gleichsam im Vorübergehen erwähnt wird, und gestaltet in seinem Stück die bei Shakespeare zwar angelegte, aber im Unbestimmten oder Ungewissen verlaufende Vorgeschichte. Mit seiner ergänzenden Adaption möchte Bottomley sich keinesfalls von Shakespeare abgrenzen, sondern allenfalls den Anspruch erheben, ganz im Sinne Shakespeares jene in dessen altem Motiv liegenden Dimensionen zum Vorschein zu bringen, die der elisabethanische Dramatiker unbearbeitet oder ungestaltet ließ, weil sie nicht in das dramatische Konzept seines Werkes passten. Seine Intention liegt primär darin, dem Publikum zu zeigen, wie Lear, Goneril, Regan und Cordelia zu den Charakteren werden konnten, die Shakespeare in seinem Werk auftreten lässt. Bottomley folgt in seiner Bearbeitung dementsprechend der Tradition des elisabethanisch-jakobäischen Dramas in seiner Wahl des Blankverses und der dramatischen Diktion wie auch der Hervorhebung des bildhaften Sprachgebrauchs und der dekorativen Elemente, ist jedoch gleichermaßen bemüht, den Forderungen des modernen Dramas Genüge zu tun. Der Handlungsablauf seines Werkes setzt etwa ein Jahrzehnt vor der Eröffnungszeit des Shakespeareschen Dramas ein und umfasst – in einer auf wenige Höhepunkte hin gerafften Form – die letzten Stunden vor dem Ableben der Gattin Lears, nach einer Ehe voller Enttäuschungen und Demütigungen durch den als tyrannisch, launisch und willkürlich gezeichneten Lear. Dieser hat sie, nachdem sie ihm keinen Sohn als legitimen Thronerben gebären konnte, beständig hintergangen hat. Cordelia, hier „Cordeil“ genannt, tritt als ungestümes und trotziges Kind auf, das jedoch mit seinem Vater besonders eng und leidenschaftlich verbunden ist. Bottomley liefert damit nicht nur den Anschluss an die Eröffnungsszene des King Lear, sondern ebenso eine Erklärung für die in der Vorlage ungewissen Motive und Zwecke sowohl der Reichsteilung als auch der Liebesprobe.
In seiner 1956 uraufgeführten Bearbeitung des Lear-Stoffes mit dem Titel Mister Lear strebt der englische Schriftsteller Robin Maugham eine Aktualisierung der Vorlage Shakespeares an, indem er die Handlung in das England der 1950er Jahre verlegt. Seine Adaption steht in der Tradition Nahum Tates und überträgt den Lear-Stoff als Variante des damals vorherrschenden „well-made play“ in eine realistische Komödie. Maugham versieht seine handelnden Charaktere, die nun der wohlhabenden englischen Mittelschicht angehören, mit den charakteristischen Eigenschaften der Hauptfiguren aus der Vorlage Shakespeares und hält sich strukturell eng an den Handlungsablauf in Shakespeares Drama. Maughams Protagonist Mr Craine als Gegenstück zu Lear ist allerdings im Unterschied zu dessen psychischen und physischen Leiden nur durch den drohenden finanziellen Ruin gefährdet und nimmt im Vergleich zu König Lear eher komische Züge an. Maughams Stück, das mit der Aussicht auf eine Heirat wie bei Tate glücklich endet, kann zwar als ironisch-satirische Kommentierung der geltenden Werte im zeitgenössischen England verstanden werden, nimmt dem Stoff jedoch die tragische Dimension und Tiefe.
Das vermutlich bekannteste Bühnenwerk des 20. Jahrhunderts, in dem die Shakespearesche Lear-Geschichte neu geschrieben wird, ist Edward Bonds ebenfalls 1971 veröffentlichtes Drama Lear, das – anfangs noch als Sakrileg empfunden – in den 1980er Jahren von verschiedenen Literaturwissenschaftlern aufgegriffen wurde und zu einer Reihe neuerer Systematisierungen geführt hat. Bonds Anti-Lear wendet sich gegen die kritiklose Verehrung der Vorlage Shakespeares als Meisterwerk und wertet die Charaktere um, um den Ursprung der Gewalt neu zu bestimmen. Um der von Brutalität geprägten gegenwärtigen Welt den Spiegel vorzuhalten, zeigt Bond in seinem Drama voller Grausamkeiten Lear als einen tyrannischen Herrscher, in dessen Staat sich Aufstände und Bürgerkriege abwechseln und der sein Reich durch die Errichtung einer großen Mauer zu schützen sucht, um seinen Besitz und seine Macht zu sichern. In dem Bondschen Stück ist Cordelia die Tochter eines Priesters und Frau eines armen Schreiners, die nach ihrer Vergewaltigung durch Soldaten und der brutalen Ermordung ihres Mannes die Macht ergreift, jedoch einen ebenso grausamen und unmenschlichen Staat errichtet wie Lear. Dieser, alt und blind geworden, erkennt schließlich, dass der Teufelskreis der Gewalt nur durch Mitleid durchbrochen werden kann. Als er versucht, die von ihm erbaute Mauer niederzureißen, wird er von Soldaten erschossen.
Indem Bonds Stück sich eindeutiger auf die Seite der Opfer stellt und schließlich den Weg Lears über die resignierende Einsicht hinaus in einer freilich nur rein symbolischen Tat gipfeln lässt, vermittelt er in seiner Umdichtung indirekt zugleich eine höchst kritische Deutung des Originals. Die beiden „bösen“ Schwestern erscheinen in Bonds Lear noch erheblich sadistischer oder blutiger als in Shakespeares Original, werden jedoch in einer überdeutlich symbolischen Szene als zunächst unschuldige Opfer der elterlichen Moral und Gewalt dargestellt. Lear erscheinen im Gefängnis die Geister der beiden kleinen Mädchen, die seine Töchter einmal waren, und streifen sich das Totenhemd ihrer Mutter über, um auf diese Weise unfreiwillig oder unwissentlich das Gewand der sozialen Ordnung und Entfremdung anzunehmen, unter der wir alle nach Bonds Theorie leiden. Cordelia tritt bei Bond demgegenüber als eine Art moralischer Stalinistin auf. Entsprechend kehrt sich in Bonds Adaption die Bildlichkeit um; die Metaphern der Gewalt und Denaturierung werden hier nicht mehr als diejenigen begriffen, die die Ordnung der göttlichen Natur antasten, sondern stehen für die Vertreter dieser Ordnung selbst. In Bonds Umdichtung deutet sich bereits das Verständnis verschiedener Vertreter der späteren New Historicists an, die in Shakespeares Tragödie die Spuren der Komplizenschaft mit der Macht zu entdecken glauben.
Der britische Schriftsteller und Dramatiker Howard Barker versucht demgegenüber in seiner 1990 als Druck erschienenen freien Adaption Seven Lears ein weiteres Mal die in Shakespeares Werk nicht präsente Frau und Mutter darzustellen. Barkers Lear schwankt in seinem verzweifelten Bemühen, als ein guter König inmitten von Kriegen und Intrigen sein Reich zu regieren, zwischen der von ihm geliebten Prudentia und deren Tochter Clarissa, seiner Gattin. Prudentia schmeichelt Lear mit ihrem grenzenlosen Verlangen nach ihm, während Clarissa ihn mit ihren klaren strategischen Analysen und Führungsqualitäten im Krieg unterstützt. Lear selber schwankt in Barkers Stück zwischen seinem Gewissen einerseits und der von ihm als notwendig erachtenden Grausamkeit seines Handelns andererseits. Sein Streben nach Gerechtigkeit und Wahrheit führt bei Barker letztlich nur zu Chaos und Unglück.
Bereits 1987 rückte Elaine Feinstein auf einem feministisch ausgerichteten Hintergrund in ihrem dramatischen Prequel Lear's Daughters die dysfunktionale Dynamik in der Familienstruktur in den Mittelpunkt, die zu dem tragischen Ende in dem Shakespeareschen Stück führt.
Für die Opernbühne gibt es nur wenige Adaptionen. Giuseppe Verdi beschloss 1843, nur ein Jahr nach dem Erfolg seiner frühen Oper Nabucco, den Stoff zu vertonen. Obwohl ihm vermutlich ein Libretto von Antonio Somma zur Verfügung stand und er sich über einen Zeitraum von fünfzig Jahren damit beschäftigte, konnte er diese Oper nicht fertig stellen. Erst im späten 20. Jahrhundert kamen zwei Opernfassungen auf die Bühne. Aribert Reimann vertonte das Drama in den 1970er-Jahren. Seine Oper Lear wurde am 9. Juli 1978 in München uraufgeführt. Am 15. September 2000 zeigte die Finnische Nationaloper in Helsinki Aulis Sallinens Oper Kuningas Lear.
Der japanische Regisseur Akira Kurosawa verfilmte Shakespeares Werk erneut unter dem Titel Ran; der Film wurde 1986 mit dem Oscar für beste Kostüme ausgezeichnet. Das Geschehen wird nach Japan in die Sengoku-Zeit des 16. Jahrhunderts verlagert und entsprechend angepasst, beispielsweise werden die drei Töchter zu Söhnen. Die amerikanische Schriftstellerin Jane Smiley versuchte demgegenüber 1991 eine Modernisierung der Lear-Thematik aus feministischer Perspektive; ihr mit dem Pulitzer-Preis ausgezeichneter Roman A Thousand Acres, der 1997 unter dem Titel Tausend Morgen verfilmt wurde, rückt die Geschichte der beiden älteren Töchter in den Mittelpunkt. In seinem Roman Fool aus dem Jahre 2009 erzählt Christopher Moore das Drama neu aus Sicht des Hofnarren Pocket. Der britische Autor Edward St. Aubyn hat im Rahmen des Hogarth-Shakespeare-Projektes den Stoff neu erzählt. Sein Roman Dunbar handelt von einem Medienmogul, der seinen Konzern an zwei seiner Töchter vererbt, die ihn daraufhin in ein Sanatorium abschieben.
Neben der Vielzahl von Adaptionen des King Lear für Theater, Verfilmungen und musikalische Bearbeitungen inspirierte Shakespeares Tragödie ebenso zahlreiche andere literarische Offshoots in unterschiedlichen Gattungsformen, die die Geschichte des Lear aufgreifen oder in frei übertragener Form erzählen. Zu den frühesten Bearbeitungen in anderen literarischen Genres zählt Amelia Opies Roman Father and Daughter aus dem Jahre 1806, der wiederum von William Moncrieff zu dessen Drama The Lear of Private Life (1828) umgestaltet wurde. Beide Werke erzählen die Geschichte eines Mädchens, das zuerst verführt wird, dann mit ihrem Liebhaber durchbrennt und so ihren Vater in den Wahnsinn treibt. Nach ihrer Rückkehr pflegt sie ihn gesund, worauf er glücklich verstirbt.
Zu den wesentlich bekannteren narrativen Adaptionen zählt Honoré de Balzacs Roman Le Père Goriot (1834) mit einer freien Übertragung des Stoffes in ein bürgerliches Milieu. In Iwan Sergejewitsch Turgenews Novelle Ein König Lear der Steppe (1870) wird die Lear-Thematik in das düstere Gutsbesitzer-Milieu des provinziellen Russlands verlegt. Auch Émile Zolas La Terre mit seinen Anlehnungen an Shakespeares Drama spielt in einem bäuerlichen Milieu.
Im 20. Jahrhundert gehört der 1991 erschienene Roman Thousand Acres der amerikanischen Autorin Jane Smiley zu den bedeutsameren narrativen Umschreibungen des shakespeareschen King Lear. Smileys Roman stellt den Versuch einer literarischen Umsetzung des feministischen Deutungsansatzes dar, dem zufolge Lear ein inzestuöses Verhältnis zu seinen Töchtern hatte.
Der kanadische Hochschullehrer und Autor David Arnason präsentiert die umgeschriebene Lear-Geschichte in seinem Campus-Roman King Jerry aus dem Jahre 2003.
2018 entstand mit King Lear eine Adaption unter der Regie von Richard Eyre, der auch das Drehbuch verfasste.

## Textausgaben
Englisch - Faksimile und Gesamtausgaben
- Charlton Hinman, Peter W. M. Blayney (Hrsg.): The Norton Faksimile. The First Folio of Shakespeare. Based on the Folios in the Folger Library Collection.  2. Auflage. W.W. Norton, New York 1996, ISBN 0-393-03985-4
- John Jowett, William Montgomery, Gary Taylor, Stanley Wells (Hrsg.): The Oxford Shakespeare. The Complete Works.  2. Auflage. Oxford University Press, Oxford 2005, ISBN 978-0-19-926718-7

Englisch - wissenschaftliche Einzelausgaben
- Jonathan Bate, Eric Rasmussen (Hrsg.): William Shakespeare: King Lear. The RSC Shakespeare. MacMillan, London 2009, ISBN 978-0-230-57614-8
- Reginald A. Foakes (Hrsg.): William Shakespeare: King Lear. The Arden Shakespeare. Third Series. Methuen, London 1997, ISBN 978-1-903436-59-2
- Jay L. Halio (Hrsg.): William Shakespeare: The Tragedy of King Lear. The New Cambridge Shakespeare. Cambridge University Press, Cambridge 2005, ISBN 978-0-521-61263-0
- Grace Ioppolo (Hrsg.): William Shakespeare. King Lear. Norton Critical Editions. W. W. Norton & Company, New York 2008, ISBN 978-0-393-92664-4
- Kenneth Muir (Hrsg.): William Shakespeare: King Lear. The Arden Shakespeare. Second Series. Methuen, London 1952, 1961, 9. revidierte Auflage  1972
- Stanley Wells (Hrsg.): William Shakespeare: King Lear. The Oxford Shakespeare. Oxford University Press, Oxford 2000, ISBN 978-0-19-953582-8

Deutsch - zweisprachig
- Werner Brönnimann (Hrsg.) : William Shakespeare: King Lear - König Lear. Englisch-deutsche Studienausgabe. Deutsche Prosafassung, Anmerkungen, Einleitung und Kommentar. Stauffenburg Verlag, Tübingen 2020, ISBN 978-3-95809-100-9
- Frank Günther (Hrsg.): William Shakespeare: König Lear. Zweisprachige Ausgabe. dtv, München 2007, ISBN 978-3-423-12489-8